# Arco di Costantino
L'arco di Costantino è un arco trionfale a tre fornici (con un passaggio centrale affiancato da due passaggi laterali più piccoli), situato a Roma, a breve distanza dal Colosseo. L'Arco può essere considerato come un vero e proprio museo di scultura romana ufficiale, straordinario per ricchezza e importanza. Le dimensioni generali del prospetto sono di 21 m di altezza, 25,9 metri di larghezza e 7,4 m di profondità.

## Storia

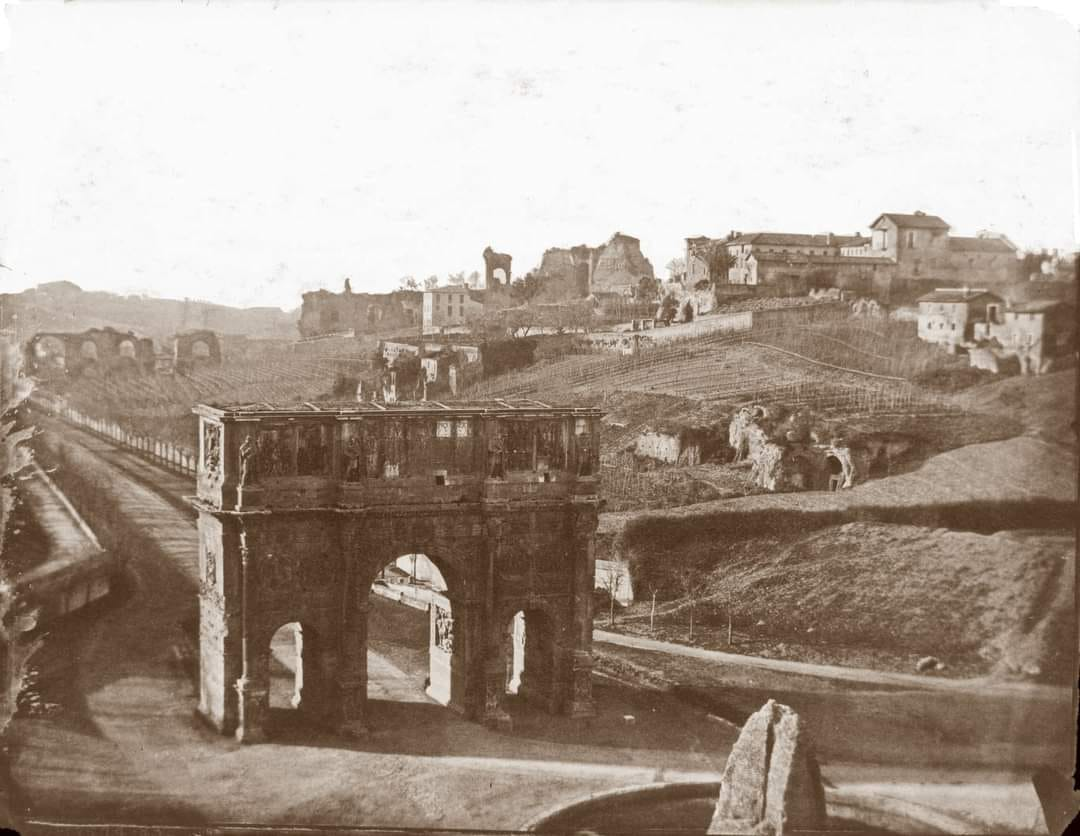
Fotografia mostrante la condizione dell'arco e della Meta Sudans nel 1850

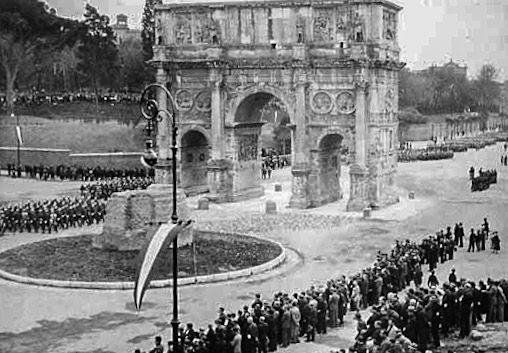
Inaugurazione della Via dei Trionfi, oggi Via di San Gregorio, con la parata militare che attraversava l'arco, 1933

L'arco fu dedicato dal senato per commemorare la vittoria di Costantino I contro Massenzio nella battaglia di Ponte Milvio (28 ottobre 312) e inaugurato nel 315 in occasione dei decennalia (dieci anni di regno) dell'imperatore; la collocazione, tra il Palatino e il Celio, era sull'antico percorso dei trionfi, che terminava di fronte alla statua del Colosso di Nerone, riconvertita in immagine del dio Sole, nei pressi del Colosseo.
L'arco è uno dei tre archi trionfali sopravvissuti a Roma: gli altri due sono l'arco di Tito (81–90 circa) e l'arco di Settimio Severo (202–203). L'arco, come anche quello di Tito, è quasi del tutto ignorato dalle fonti letterarie antiche e le informazioni che si conoscono derivano in gran parte dalla lunga iscrizione di dedica, ripetuta su ciascuna faccia principale dell'attico.
Nonostante la tradizione agiografica dell'apparizione della Croce durante la battaglia di Ponte Milvio, all'epoca della costruzione dell'arco Costantino non aveva ancora reso pubblica alcuna simpatia verso il Cristianesimo; l'imperatore, che aveva ribadito libertà di culto alle popolazioni dell'Impero Romano nel 313, partecipò solo nel 325 al concilio di Nicea, da lui stesso indetto e officiato. Nonostante la discussa frase instinctu divinitatis («per ispirazione divina») sull'iscrizione, è verosimile che all'epoca Costantino mantenesse perlomeno una certa equidistanza tra le religioni, anche per ragioni di interesse politico. Tra i rilievi dell'arco sono infatti presenti scene di sacrificio a diverse divinità pagane (nei tondi adrianei) e busti di divinità sono presenti anche nei passaggi laterali, mentre altre divinità pagane erano raffigurate sulle chiavi dell'arco. Significativamente però, tra i pannelli riciclati da un monumento dell'epoca di Marco Aurelio, furono tralasciati nel reimpiego proprio quelli che si riferiscono al trionfo e al sacrificio capitolino (che oggi sono ai Musei Capitolini), raffiguranti quindi la più alta cerimonia della religione di Stato pagana.
Nel 1530 Lorenzino de' Medici venne cacciato da Roma per aver tagliato per divertimento le teste sui rilievi dell'arco, che vennero in parte reintegrate nel XVIII secolo.
Nel 1960, durante i Giochi della XVII Olimpiade di Roma, l'arco di Costantino fu lo spettacolare traguardo della maratona vinta a piedi scalzi dall'etiope Abebe Bikila.

### Discussioni sulla datazione
Sulla base di scavi condotti nelle fondazioni dell'arco, su uno dei lati, è stata proposta l'ipotesi che il monumento sia stato costruito all'epoca di Adriano e successivamente pesantemente rimaneggiato in epoca costantiniana, con lo spostamento in fuori delle colonne, il rifacimento dell'intero attico, l'inserimento del Grande fregio traianeo sulle pareti interne del passaggio centrale, e l'esecuzione dei rilievi e delle decorazioni riconosciute di epoca costantiniana, sia per mezzo della rilavorazione dei blocchi già inseriti nella muratura, sia con l'inserzione di nuovi elementi. All'originaria decorazione del monumento apparterrebbero dunque i Tondi adrianei.
Fu la prima opera architettonica dell'impero a celebrare una vittoria fratricida fra romani.

## Architettura

Schema dei rilievi dell'arco di Costantino

L'arco è costruito in opera quadrata di marmo nei piloni, mentre l'attico, che ospita uno spazio accessibile, è realizzato in muratura e in cementizio rivestita all'esterno di blocchi marmorei. Sono stati utilizzati indifferentemente marmi bianchi di diverse qualità, reimpiegati da monumenti più antichi, e sono stati riutilizzati anche buona parte degli elementi architettonici e delle sculture della sua decorazione. L'arco misura 21 metri di altezza (con l'attico), 25,70 di larghezza e 7,40 di profondità. Il fornice centrale è largo 6,50 metri e alto 11,45.
La struttura architettonica riprende molto da vicino quella dell'arco di Settimio Severo nel Foro Romano, con i tre fornici inquadrati da colonne sporgenti su alti plinti; anche alcuni temi decorativi, come le Vittorie dei pennacchi del fornice centrale, sono ripresi dal medesimo modello.
La cornice dell'ordine principale è costituita da elementi rettilinei di reimpiego (datati all'età antonina o primo-severiana), integrati da copie costantiniane per gli elementi sporgenti sopra le colonne, più accuratamente scolpiti sulla fronte che sui fianchi. Ancora di reimpiego sono i capitelli corinzi (sempre di epoca antonina), i fusti rudentati in marmo giallo antico e le basi delle colonne (capitelli e basi delle retrostanti lesene sono invece copie costantiniane, mentre i fusti delle lesene, probabilmente di reimpiego, sono stati quasi tutti sostituiti nei restauri settecenteschi). Di epoca domizianea, ma con rilavorazioni successive, è anche il coronamento di imposta del fornice centrale.
Di epoca costantiniana sono invece gli archivolti del fornice centrale e gli elementi lisci (coronamenti e zoccoli, fregio, architrave e basi dell'ordine principale, archivolti e coronamenti di imposta dei fornici laterali), che presentano spesso modanature semplificate e con andamento non precisamente allineato.

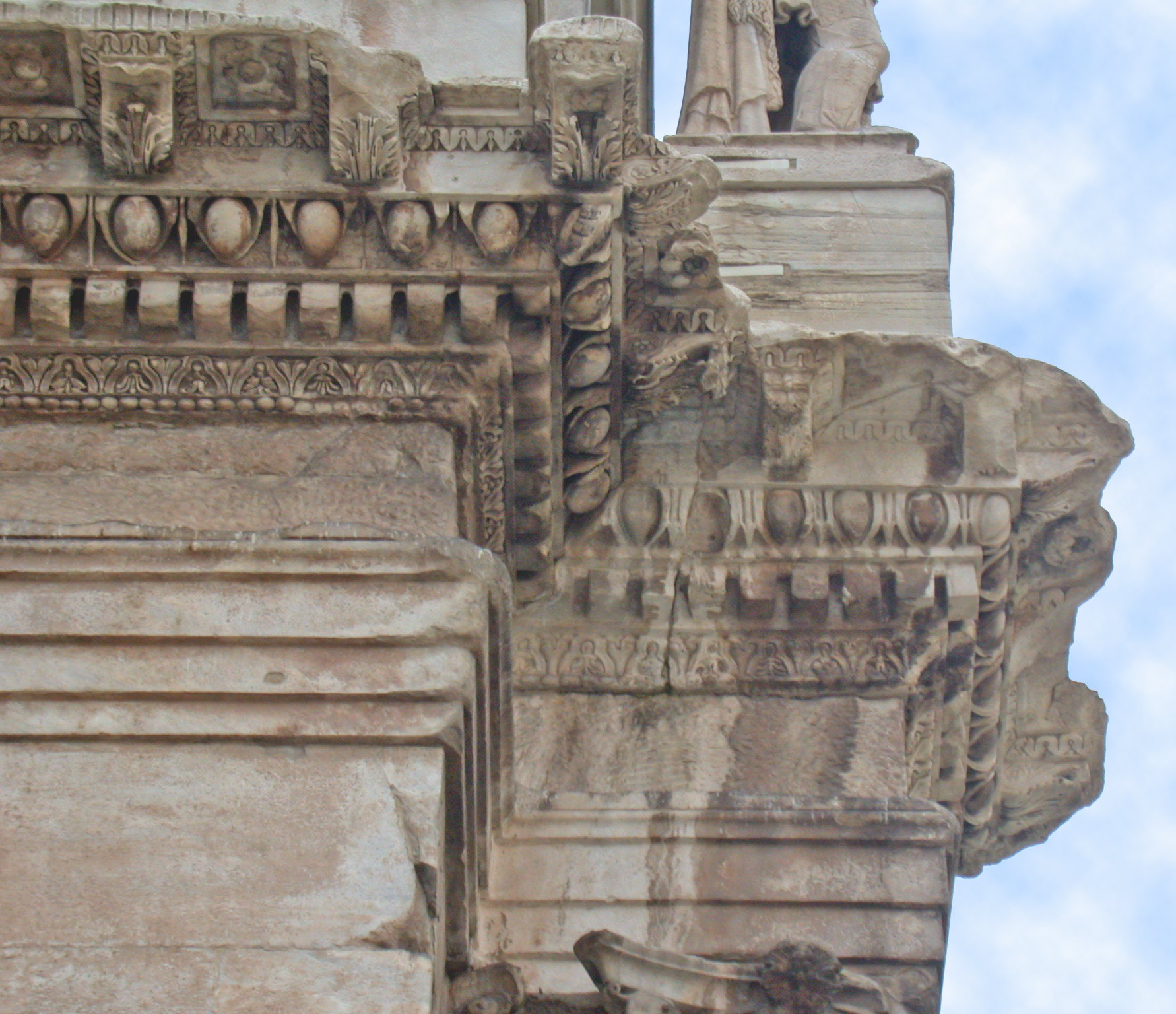
La trabeazione (angolo nord-ovest): la cornice sporgente sopra la colonna è di epoca costantiniana ed è stata inserita tra gli elementi reimpiegati di epoca precedente sui lati dell'arco

## Le iscrizioni

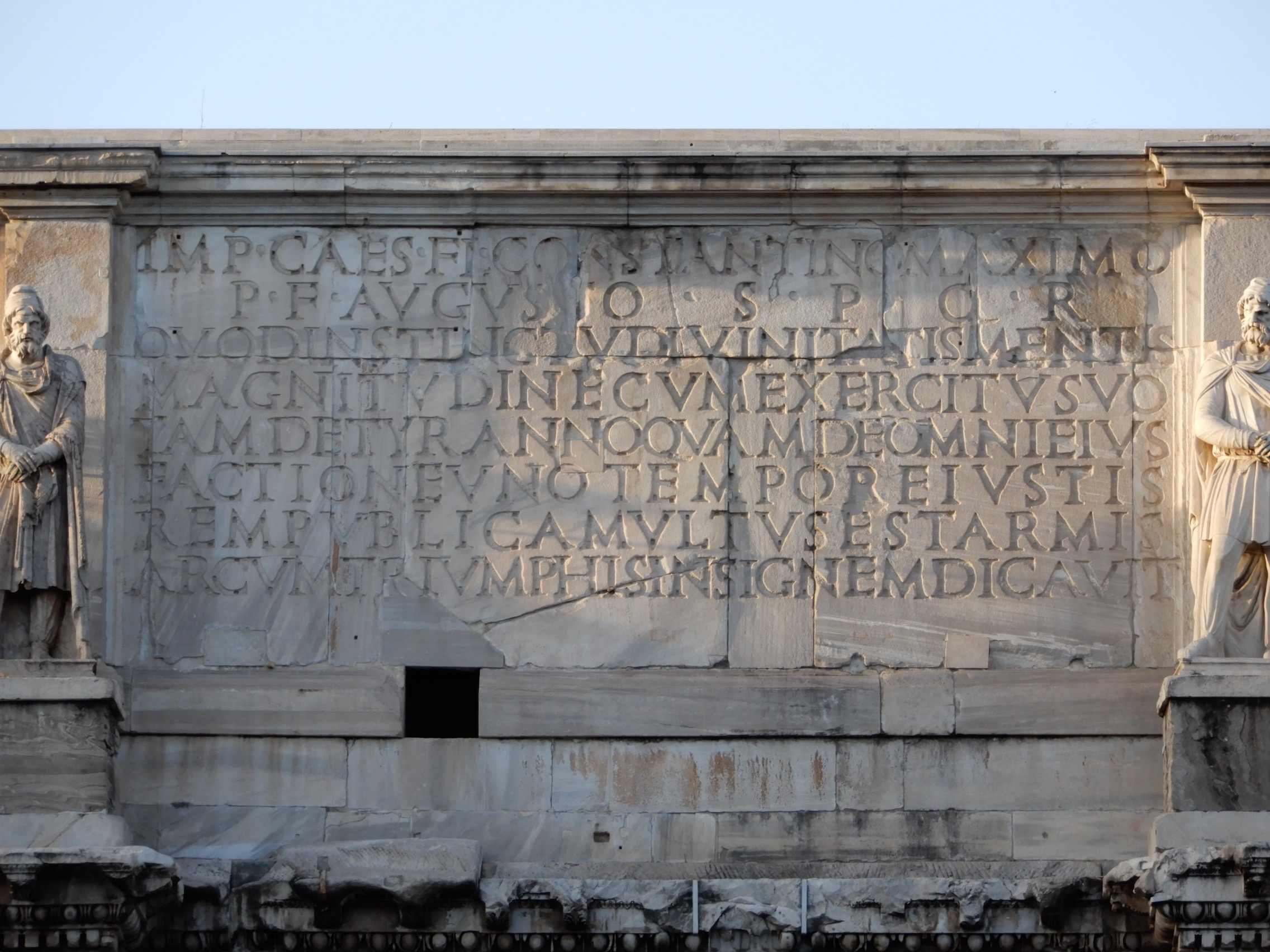
Arco di Costantino, iscrizione principale

Al centro dell'attico è presente la seguente iscrizione:
(CIL VI, 1139=ILS 694)
Sull'iscrizione dell'attico la frase instinctu divinitatis ("per ispirazione divina"), nella terza riga, ha causato lunghe discussioni tra gli studiosi, in relazione alla posizione dell'imperatore nei confronti della religione cristiana e al racconto dello storico Eusebio di Cesarea, che riferisce l'episodio dell'apparizione della croce a Costantino prima della battaglia contro Massenzio. È probabile che l'allusione sia volutamente oscura: l'imperatore in quest'epoca, pur avendo un atteggiamento di benevolenza nei confronti della religione monoteista, che egli vedeva come possibile base ideologica del potere imperiale, e affine in questo senso al culto dinastico del Sol Invictus, mantiene ancora una certa equidistanza.
Altre iscrizioni sono presenti sulle pareti interne del fornice centrale (LIBERATORI · VRBIS e FVNDATORI · QVIETIS) e al di sopra dei fornici laterali (sulla facciata nord: VOTIS · X · VOTIS · XX e sulla facciata sud: SIC · X · SIC · XX): queste ultime si riferiscono alla celebrazione dei decennalia e all'auspicio per i vicennalia, ossia ai festeggiamenti per i dieci o venti anni di regno.

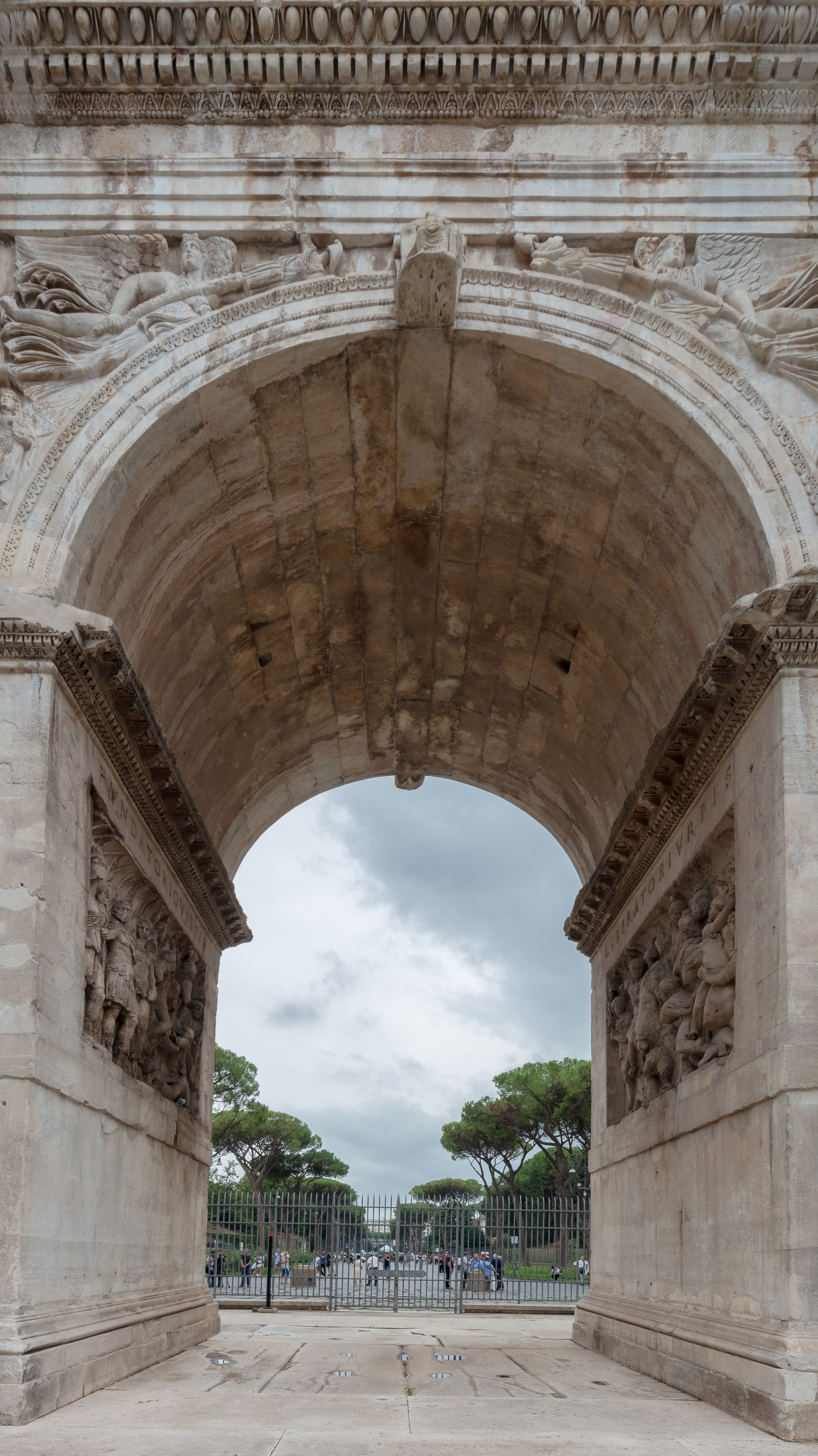
L'arco di Costantino dal basso
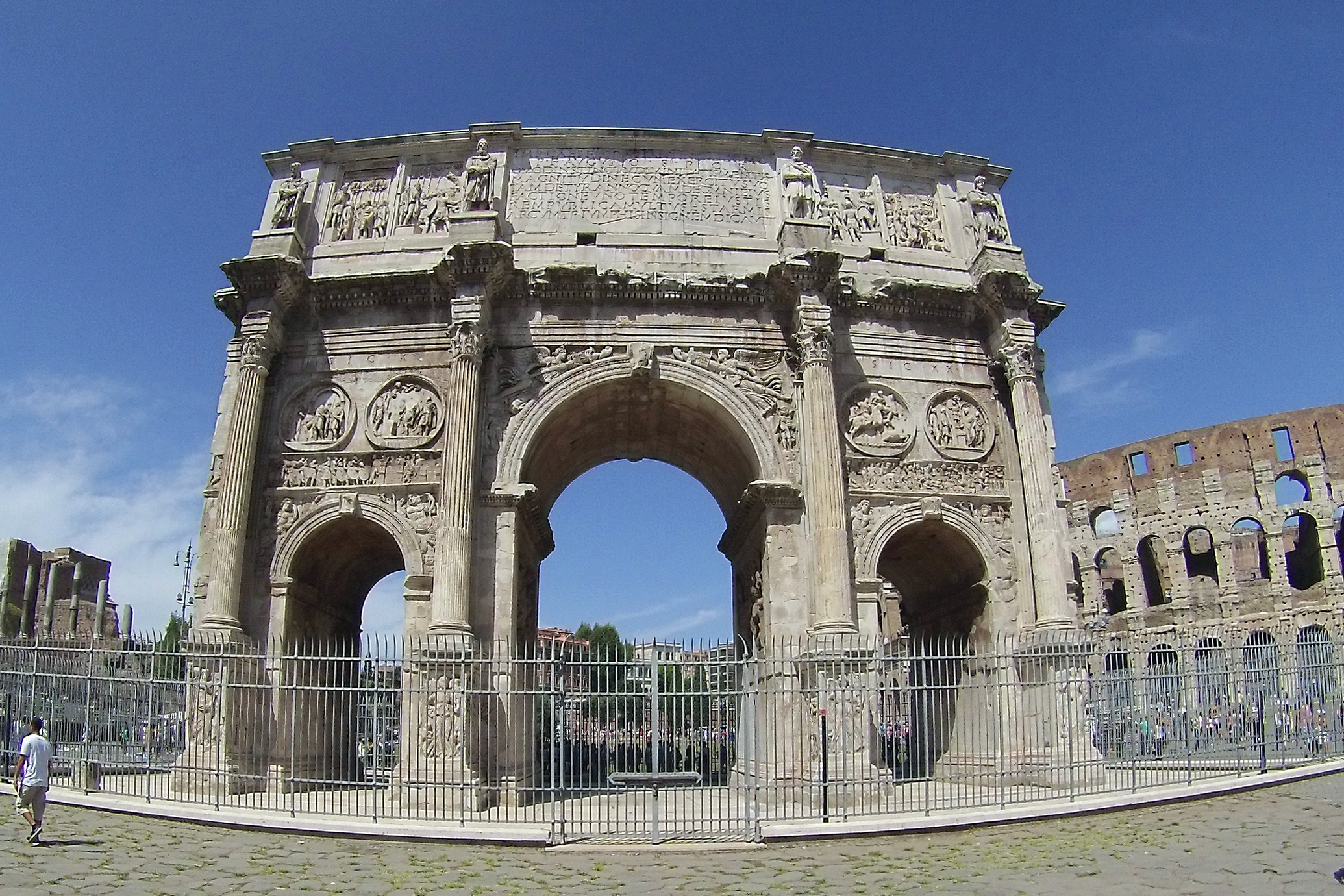
Visuale a occhio di pesce dell'arco di Costantino con il Colosseo sullo sfondo
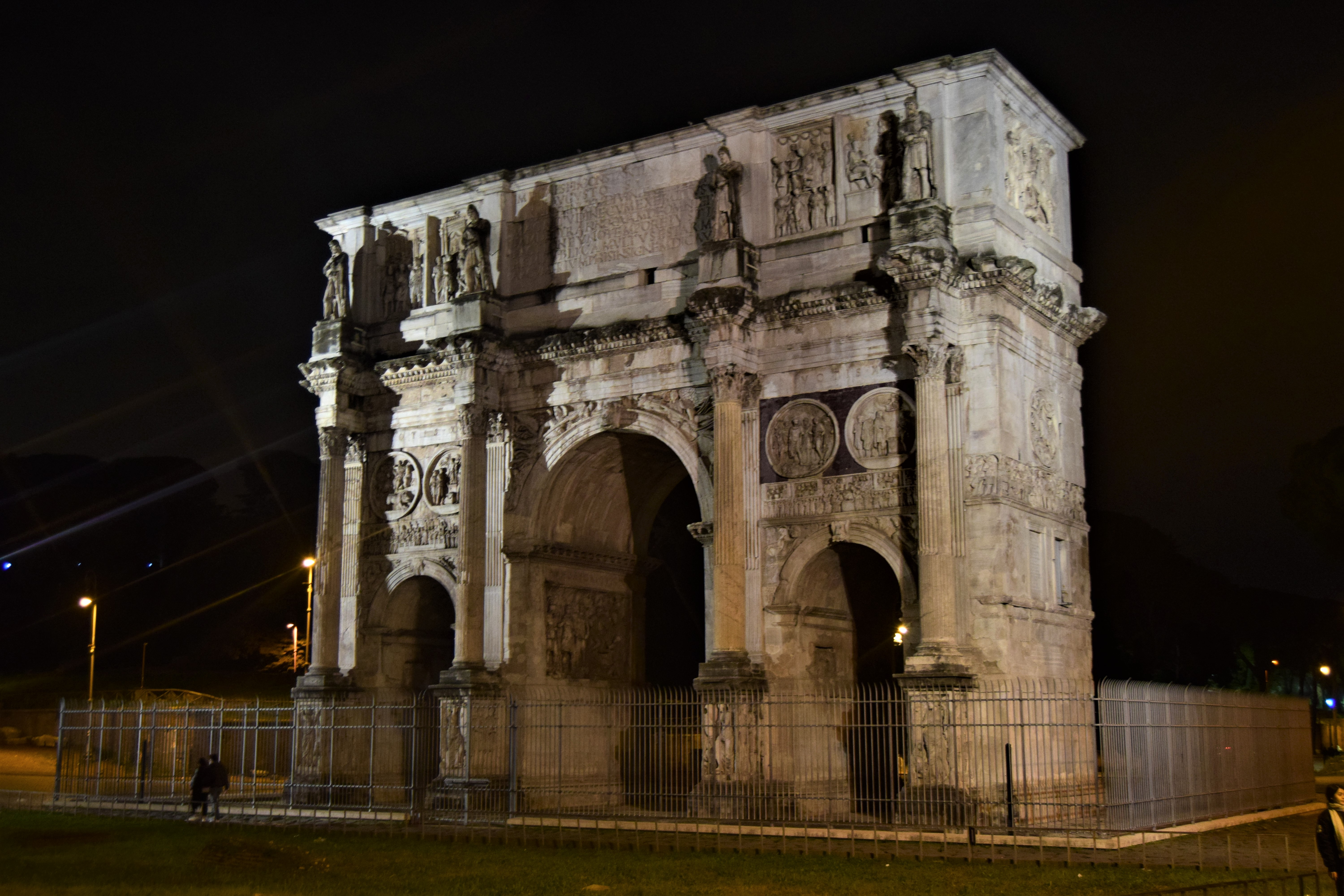
Frontale dell’arco

## I rilievi

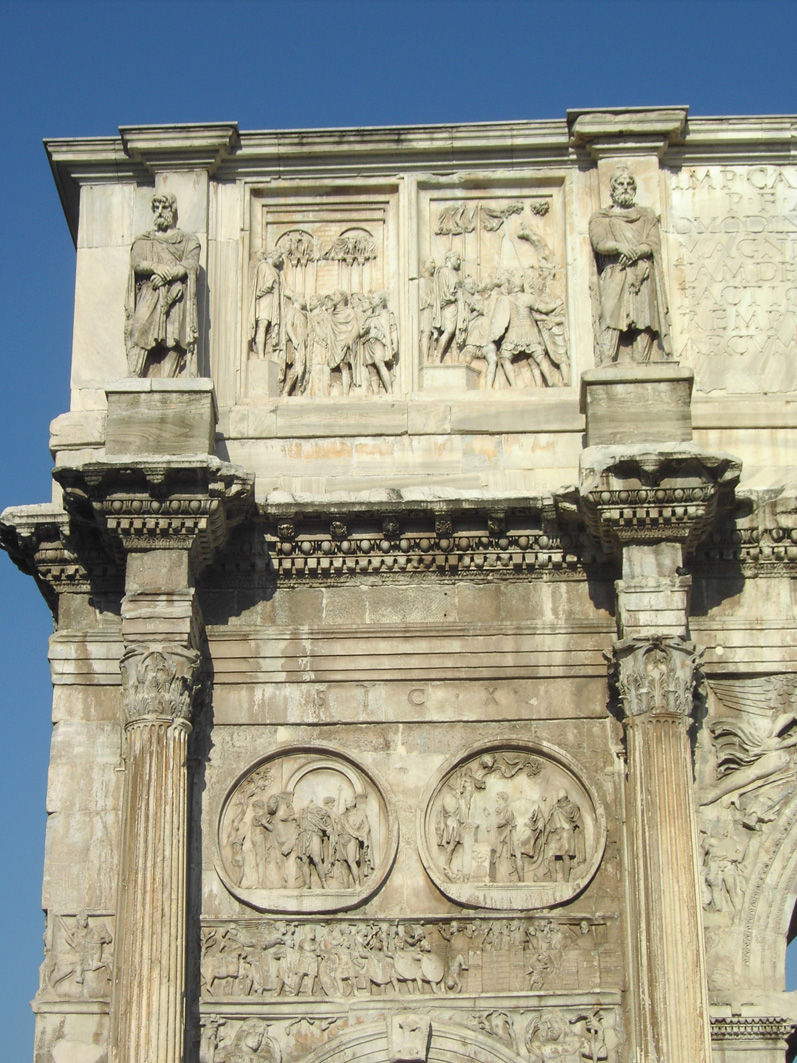
Sull'attico rilievi dell'epoca dell'imperatore Marco Aurelio

Lo schema decorativo dei rilievi si può riassumere in breve così (per gli approfondimenti si rimanda ai paragrafi successivi):
- Nella parte più alta (l'"attico") al centro dei lati maggiori compare un'ampia iscrizione, affiancata da coppie di rilievi dell'epoca di Marco Aurelio, mentre sui lati minori sono collocate lastre pertinenti ad un fregio di epoca traianea (di cui altre lastre si trovano nel passaggio del fornice maggiore). In corrispondenza delle sottostanti colonne sono presenti sculture a tutto tondo dei Daci, in marmo pavonazzetto, sempre di età traianea.
- Al livello inferiore, sui lati principali, sopra i due fornici minori, sono collocate coppie di tondi risalenti all'epoca di Adriano, un tempo incorniciati da lastre di porfido. Sui lati minori allo stesso livello la serie dei tondi adrianei è completata con altri due tondi realizzati in epoca costantiniana.
- Al di sotto dei tondi, è presente un lungo fregio a bassorilievo, scolpito sui blocchi in epoca costantiniana, che prosegue sia sui lati lunghi che su quelli corti.
- Altri bassorilievi si trovano al di sopra degli archi (Vittorie e Fiumi) e sui plinti delle colonne.

I rilievi riutilizzati richiamano le figure dei "buoni imperatori" del II secolo (Traiano, Adriano e Marco Aurelio), a cui viene così assimilata la figura di Costantino a fini propagandistici: all'imperatore, impegnato a stabilire la legittimità della sua successione di fronte allo sconfitto Massenzio (tetrarca al pari di Costantino). Massenzio era stato dopotutto ben voluto a Roma, perché aveva esercitato il suo potere proprio dall'antica capitale, per questo Costantino si propose ideologicamente come il ripristinatore dell'epoca felice del II secolo d.C.
L'uso di materiale di recupero di monumenti antichi, che divenne abituale a partire proprio da questi anni, è probabile che fosse dettato, almeno nella scelta di cosa apporre sull'arco, secondo valori più simbolici che pratici: si presero "citazioni" degli altri imperatori molto amati, le cui teste vennero rilavorate per dare loro le sembianze di Costantino, che si proponeva quindi come loro diretto erede. Nello scolpire le nuove teste (oggi in gran parte sostituite nei restauri settecenteschi, con alcune lacune come nei pannelli aureliani) alcune vennero dotate del nimbus (l'antenato dell'aureola), come mostrano alcune tracce superstiti, a simboleggiare l'enfasi posta sulla maiestas imperiale (più tardi sarebbe diventato un simbolo di santità cristiana). Può darsi che nei quattro tondi adrianei con scene di sacrificio le teste raffigurassero anche Licinio o Costanzo Cloro.
I rilievi si dispongono, insieme a quelli appositamente eseguiti all'epoca, in modo simmetrico sulle due facciate (nord e sud) e sui due lati corti (est ed ovest) dell'arco. Come tipico negli archi romani decorati da rilievi, sulla facciata esterna (a sud) prevalgono scene di guerra, mentre sulla facciata interna (a nord), rivolta verso la città, scene di pace.

### Grande fregio traianeo e Daci dell'attico
Sull'arco sono reimpiegate in tutto otto lastre di un unico grande fregio di circa 3 m di altezza con scene di battaglia, in marmo pentelico (greco): coppie di lastre contigue compongono i quattro pannelli a rilievo, collocati sulle pareti laterali del fornice centrale e sui lati corti dell'attico. Il fregio raffigurava le gesta dell'imperatore Traiano durante le campagne di conquista della Dacia (102-107) e forse proveniva dal Foro di Traiano.
Il fregio doveva essere completato da altre lastre in parte perdute in parte individuate da frammenti al Louvre, all'Antiquarium Forense e al Museo Borghese: la ricostruzione della sua lunghezza complessiva e l'individuazione della sua originaria collocazione sono tuttora discusse. Le teste dell'imperatore nelle lastre reimpiegate sull'arco sono state tutte rilavorate come ritratti di Costantino. Calchi delle lastre sono ricomposti nella loro originaria unità nel Museo della Civiltà Romana a Roma.
Il fregio, nelle parti combacianti sull'Arco, raffigura (da destra a sinistra), la conquista di un villaggio dacico da parte della cavalleria e la fanteria romana che spingono i prigionieri; in secondo piano i soldati, sullo sfondo delle capanne del villaggio, mostrano le teste mozzate dei barbari; i prigionieri sono incalzati dall'altro lato da una carica della cavalleria guidata dall'imperatore stesso e seguito da signiferi e cornicini; infine vi si vede Traiano che entra a Roma, incoronato da una Vittoria e portato verso la città dalla personificazione della Virtus o della dea Roma in abito amazzonico. Il fregio storico, dove i Daci sono ben riconoscibili nei loro costumi, è stato confrontato coi rilievi della Colonna Traiana, arrivando a ipotizzare la presenza dello stesso maestro nelle due opere, anche se qui mancano gli intenti di fedele ricostruzione storica degli avvenimenti e della sequenza temporale, nonostante alcune scene siano simili (scena 51, Traiano riceve le teste di due capi daci e le scene di cavalleria alla carica). Se si tratta della stessa mano, almeno nei disegni e nella concezione, siamo comunque di fronte a due contenuti diversi (narrativo-cronistico e celebrativo-simbolico) espressi con linguaggi differenti, nonostante alcuni inconfondibili tratti comuni, come il solco di contorno per le figure, alcuni schemi compositivi e il ritratto dei barbari vinti come onorevoli avversari. La presenza della scena dell'adventus («ritorno»), non presente nella Colonna, forma una sorta di continuazione del racconto delle imprese di Traiano.
Lo stile del fregio è "baroccheggiante", con una composizione affollata e complessa, con l'uso di un ricco chiaroscuro, con un notevole senso della spazialità dato dagli elementi non disposti su uno sfondo piatto ma variamente «fluttuanti» (teste, alberi, lance).
Sempre dal Foro di Traiano provengono le otto statue di prigionieri Daci in marmo pavonazzetto collocate su basamenti in marmo cipollino come decorazione dell'attico (testa e mani delle sculture e una delle figure per intero, in marmo bianco, sono dovute al restauro eseguito nel 1742 dallo scultore Pietro Bracci).

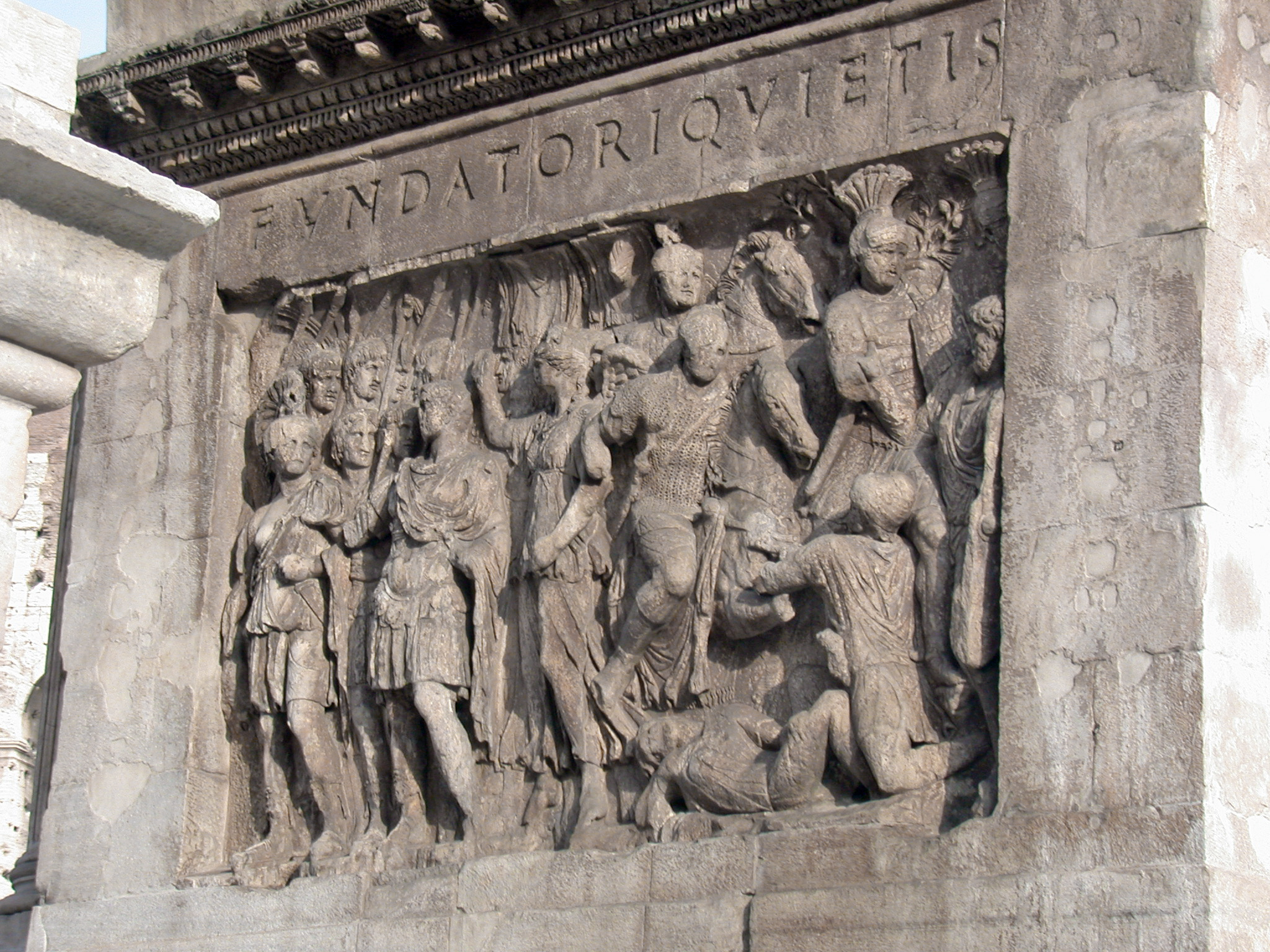
Prima parte (estrema sinistra):Traiano che entra a Roma
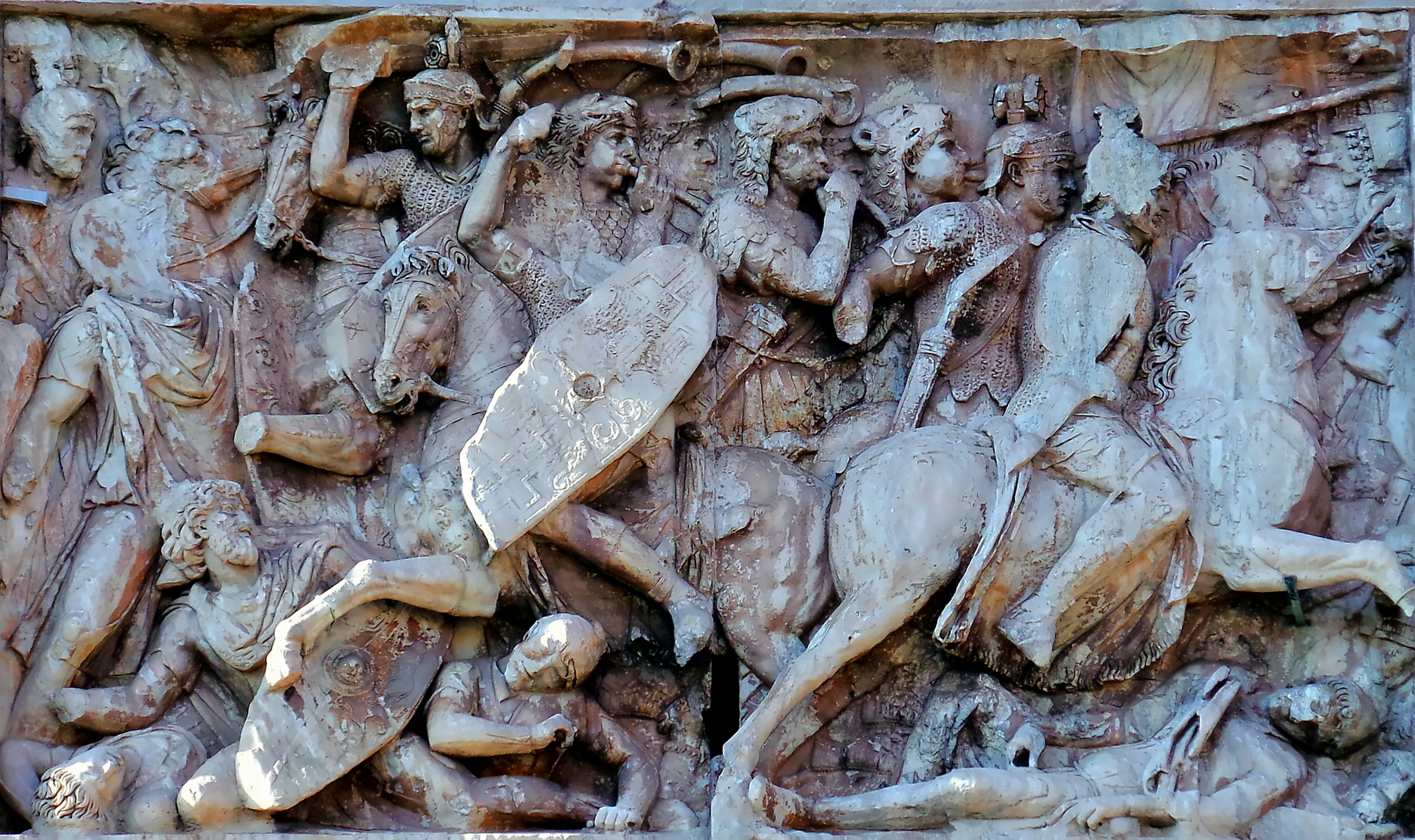
Seconda parte: I prigionieri sono incalzati da una carica della cavalleria guidata dall'imperatore stesso e seguito da signiferi e cornicini
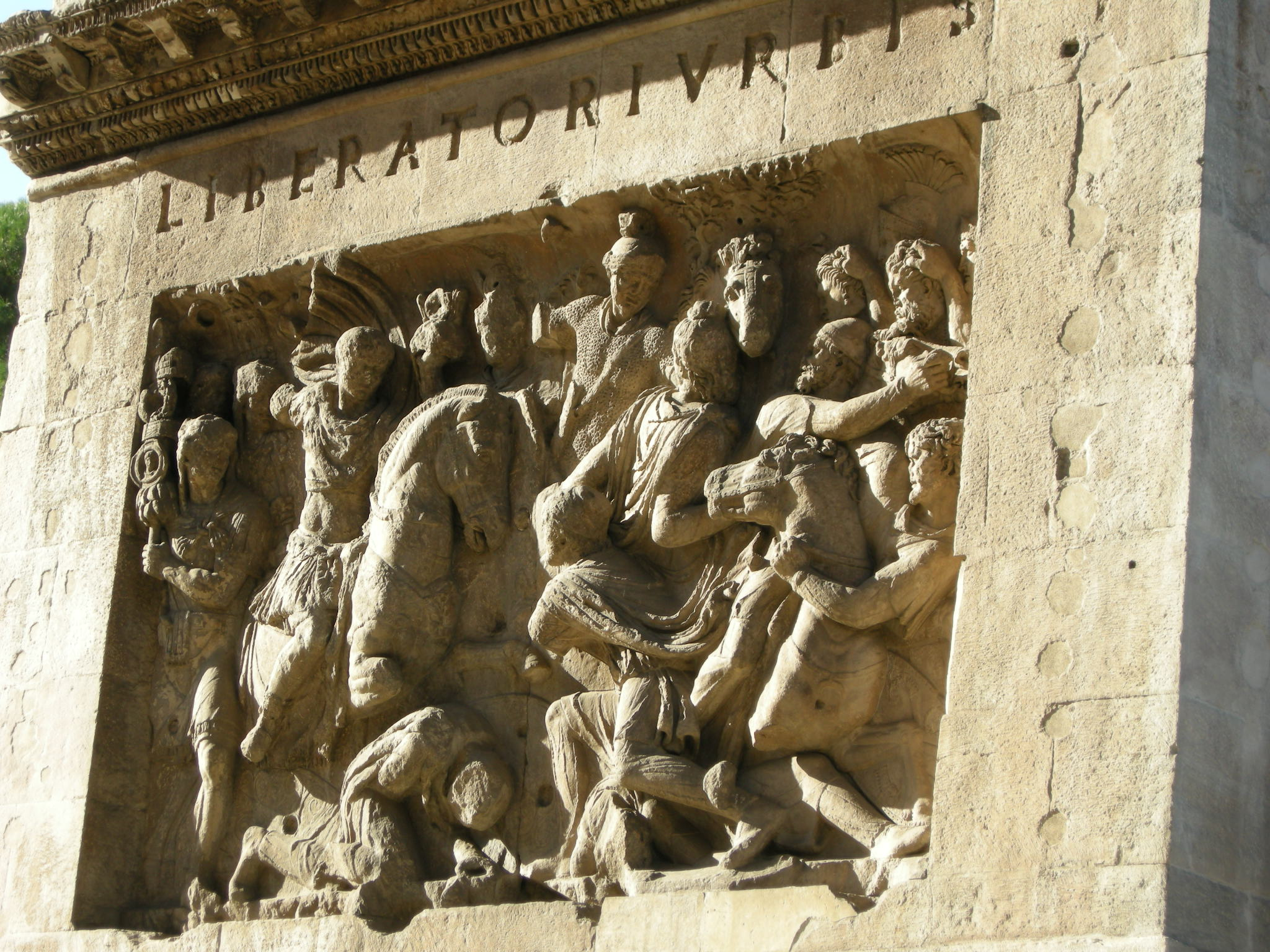
Terza parte: Conquista di un villaggio dacico da parte della cavalleria e la fanteria romana che spingono i prigionieri
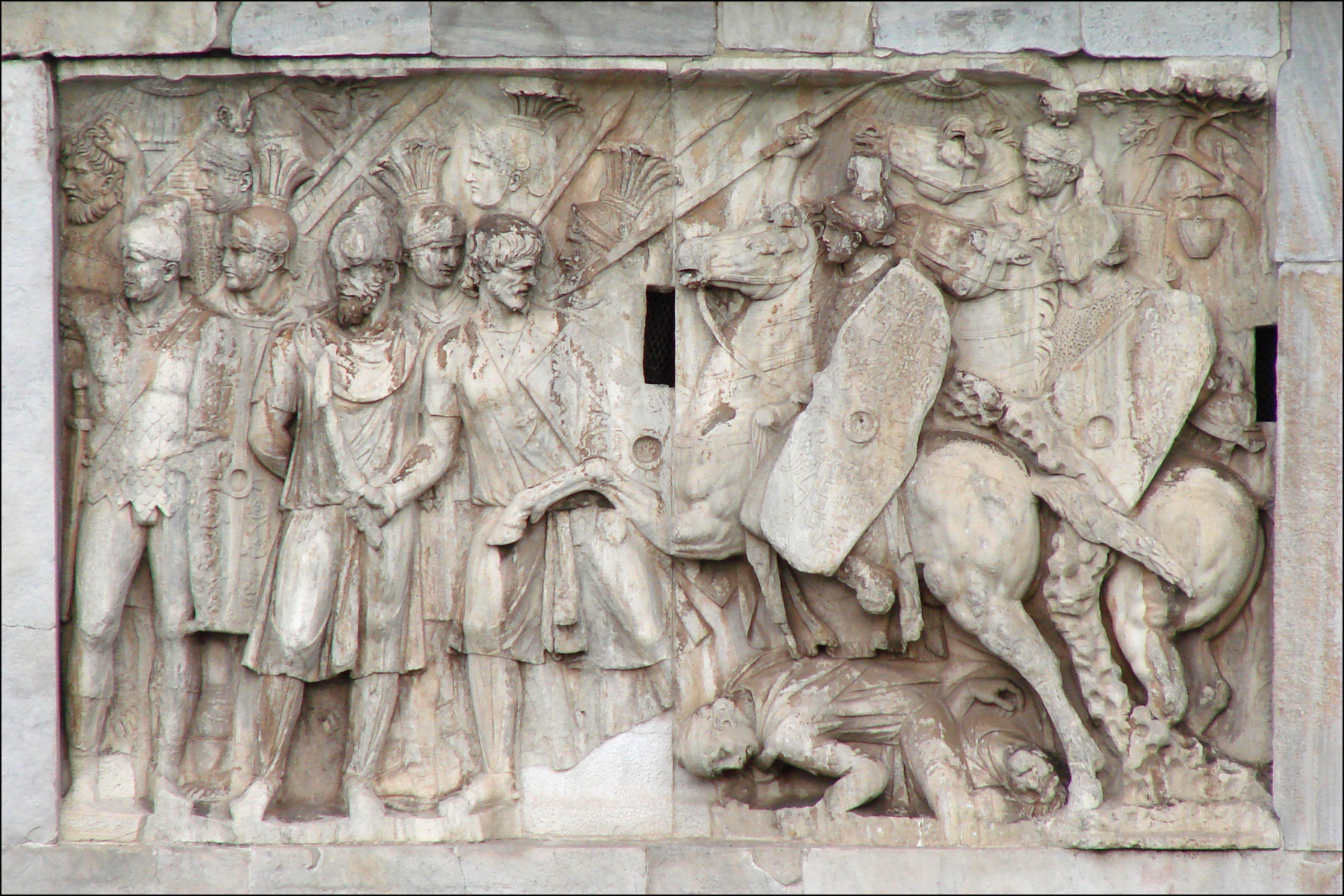
Quarta parte (estrema destra): I soldati mostrano le teste mozzate dei barbari

### Tondi adrianei
Otto rilievi circolari dell'epoca dell'imperatore Adriano di oltre 2 m di altezza sono collocati al di sopra dei fornici laterali, sulle due facciate, inseriti a due a due in un campo rettangolare che in origine era ricoperto da lastre di porfido. La ragione dell'attribuzione all'epoca adrianea è essenzialmente legata, oltre che per fattori stilistici e nella scelta delle scene, alla presenza (almeno tre volte) della ben nota figura di Antinoo, il ragazzo amato da Adriano.
Raffigurano alternativamente scene di caccia (partenza per la caccia, cacce all'orso, al cinghiale, al leone) e scene di sacrificio a divinità pagane, collegate ciascuna ad una delle cacce. Anche in questi tondi, in particolare su quelli collocati sulla facciata sud, le teste dell'imperatore sono state rilavorate: come ritratti di Costantino, nelle scene di sacrificio, e di Licinio o di Costanzo Cloro nelle scene di caccia; viceversa per i tondi collocati sulla facciata nord. Alle effigi di Costantino venne aggiunto il nimbus (aureola), spettante ormai alla maiestas imperiale. Discussa è la provenienza dei rilievi, forse da un monumento dedicato ad Antinoo situato sul Palatino; meno probabile la provenienza dal tempio del Divo Traiano o da un arco posto all'ingresso del tempio stesso, per le scene incompatibili con un monumento postumo. Esiste anche la recente ipotesi che i tondi si trovassero originariamente proprio su questo arco, forse adrianeo nella sua prima edificazione, che sarebbe stato ricomposto e ridecorato all'epoca di Costantino, ma la rilavorazione subita dalle incorniciature per l'inserimento nella nuova collocazione sembra smentire questa ipotesi.
La cronologia dell'opera è fissata tra il 130 e il 138.
L'ordine attuale dei tondi sull'arco, che differisce dall'originario ordine delle scene, è il seguente:

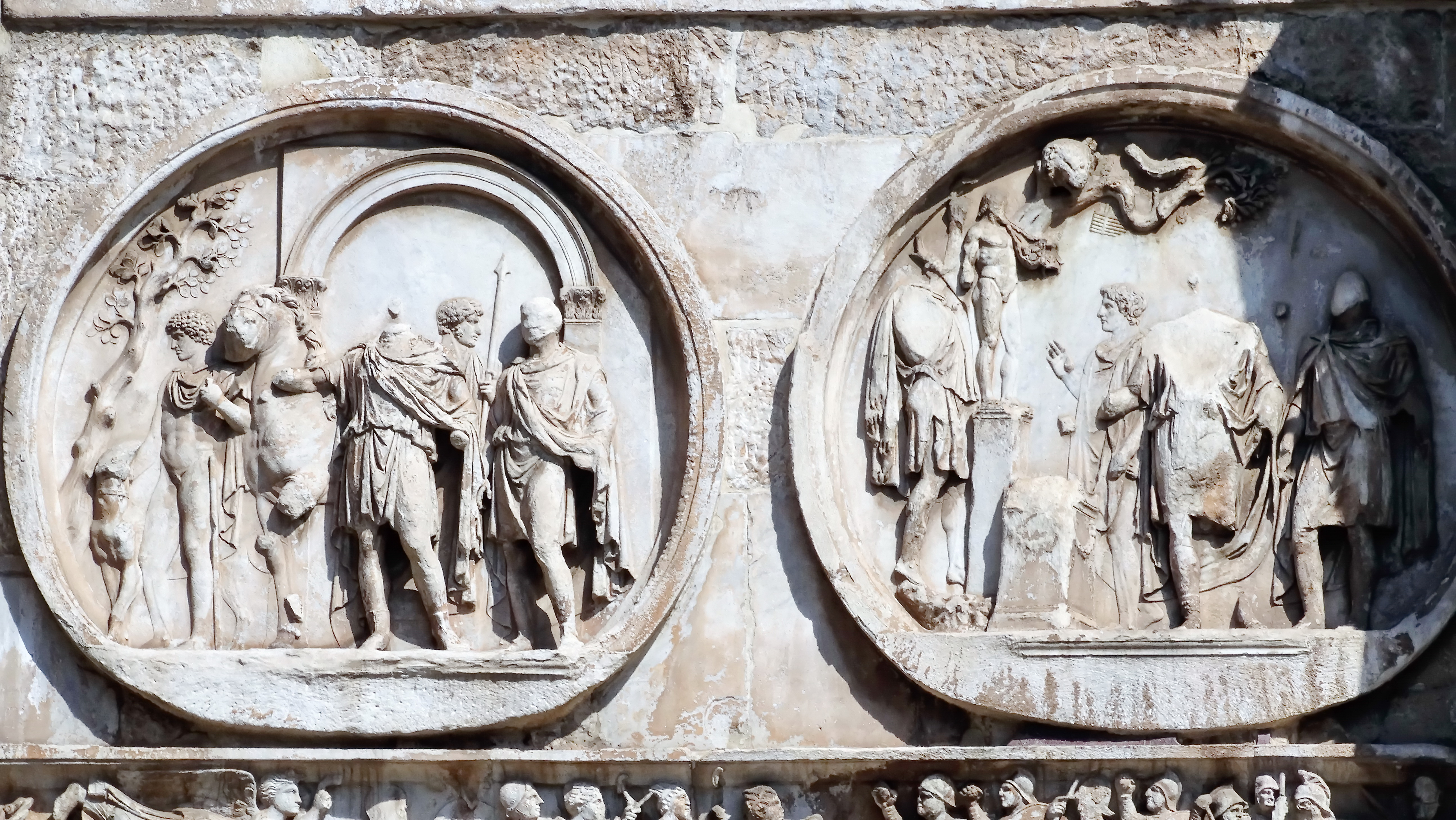
Partenza per la caccia, Sacrificio a Silvano, facciata meridionale
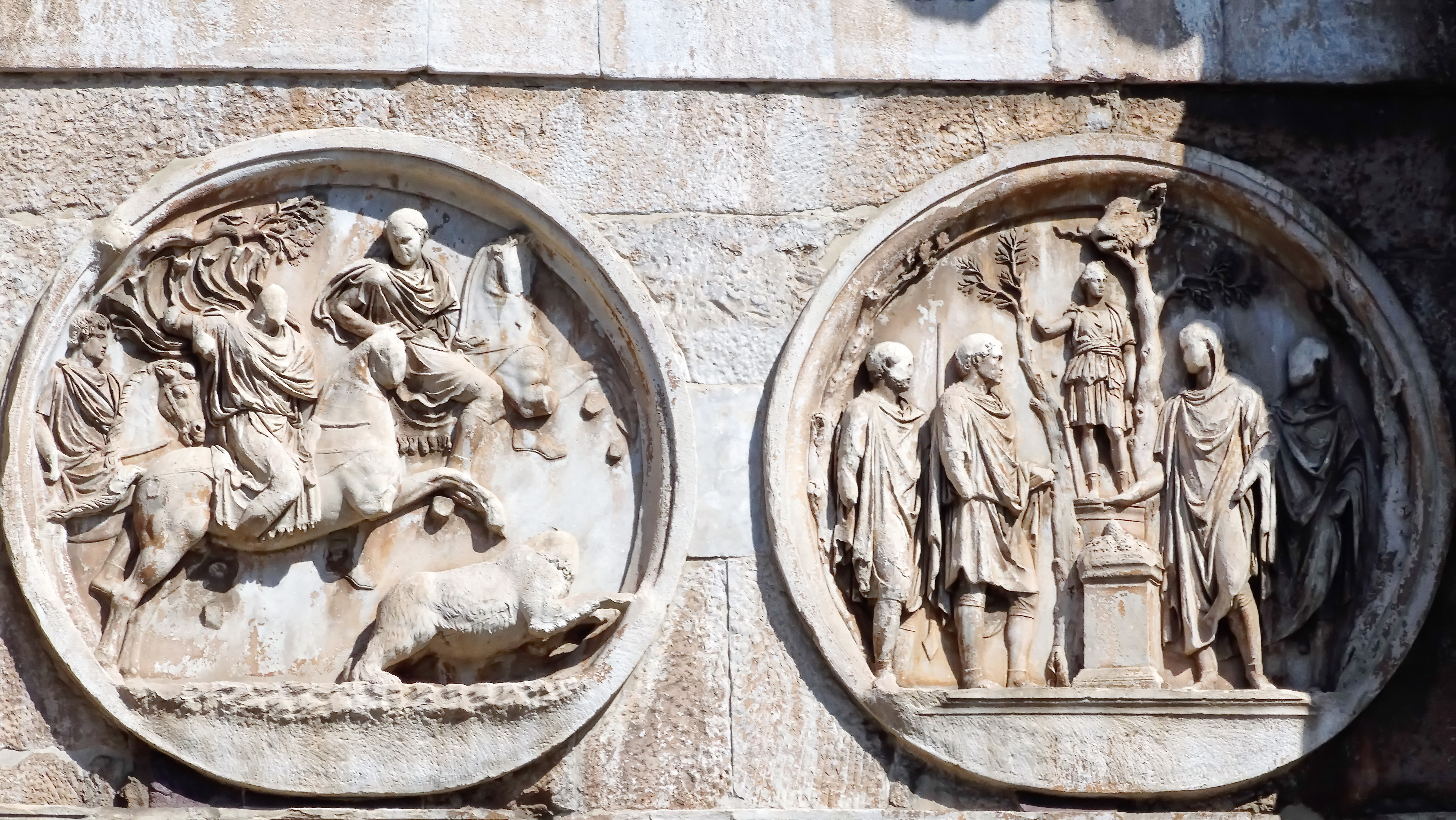
Caccia all'orso, Sacrificio a Diana, facciata meridionale
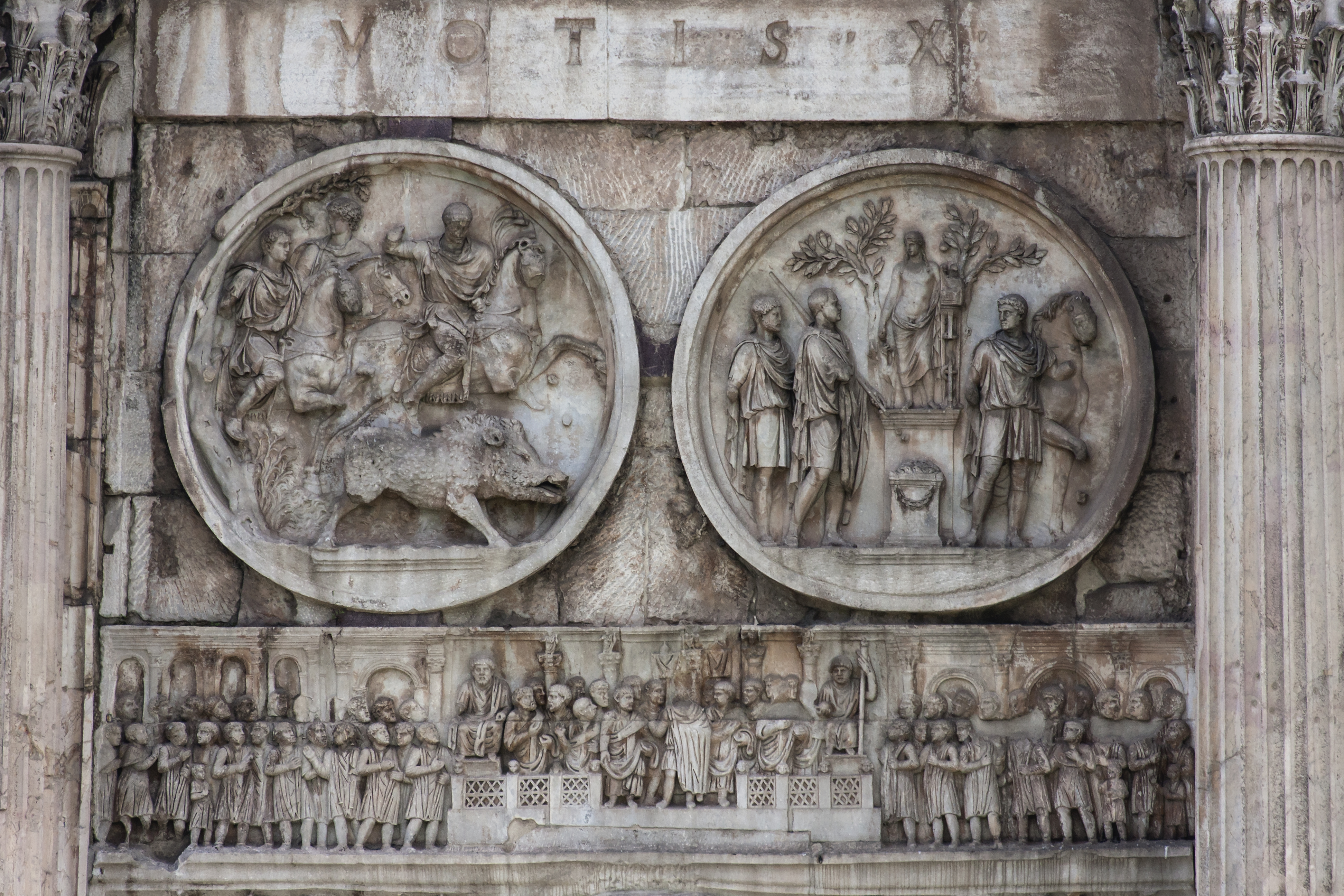
Caccia al cinghiale, Sacrificio ad Apollo, facciata settentrionale
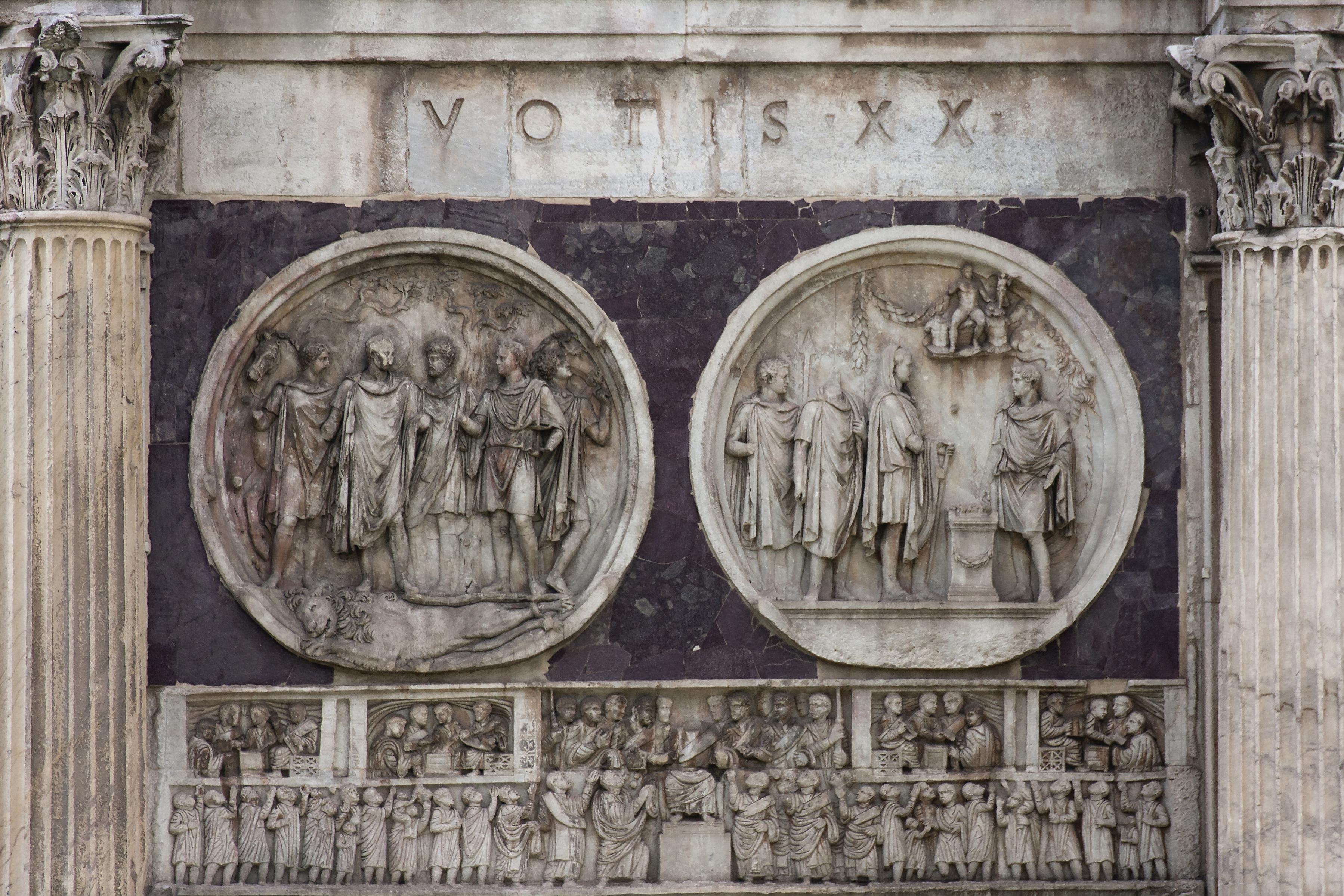
Caccia al leone, Sacrificio ad Ercole, facciata settentrionale.

Affiancano l'imperatore nelle scene due o tre personaggi, a cavallo in due dei rilievi di caccia, e a piedi negli altri. Le composizioni sono attentamente studiate attorno alla figura imperiale e gli sfondi sono essenziali, secondo le convenzioni dell'arte ellenistica (fronde di alberi, un arco che simboleggia la partenza, ecc.). L'esecuzione è molto fine, come testimoniano i panneggi, le teste e la cura dei dettagli. Totalmente assente è l'enfasi e la partecipazione narrativa del fregio traianeo, risolta qui in una misurata compostezza. Il tema della caccia, che proprio Adriano riportò in voga, è connesso all'esaltazione eroica del sovrano secondo uno schema risalente a Alessandro Magno e tipico delle antiche civiltà orientali. Più incerto è il motivo della presenza dei quattro sacrifici campestri.

### Pannelli di Marco Aurelio

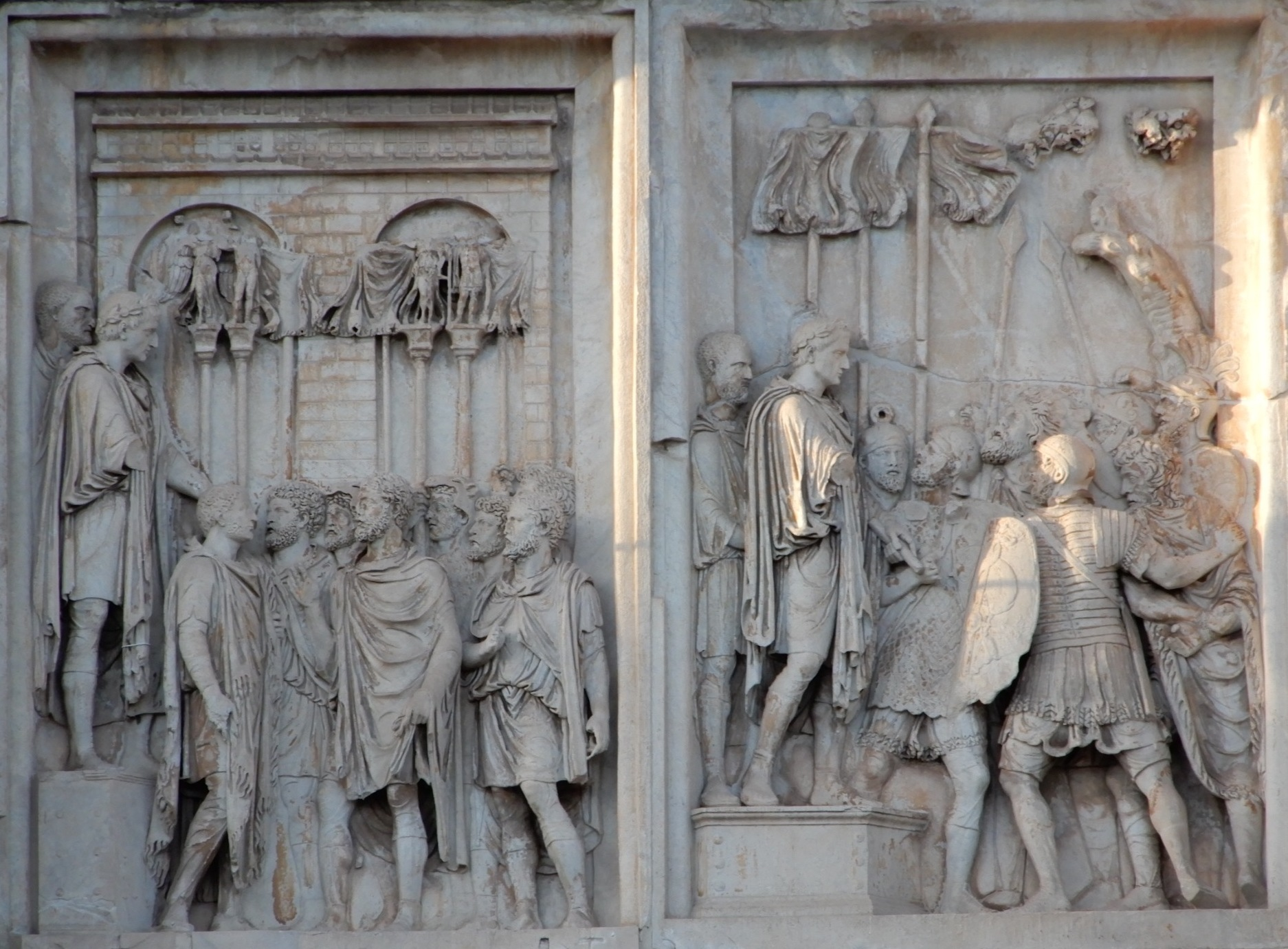
facciata meridionale, Rex datus, Captivi

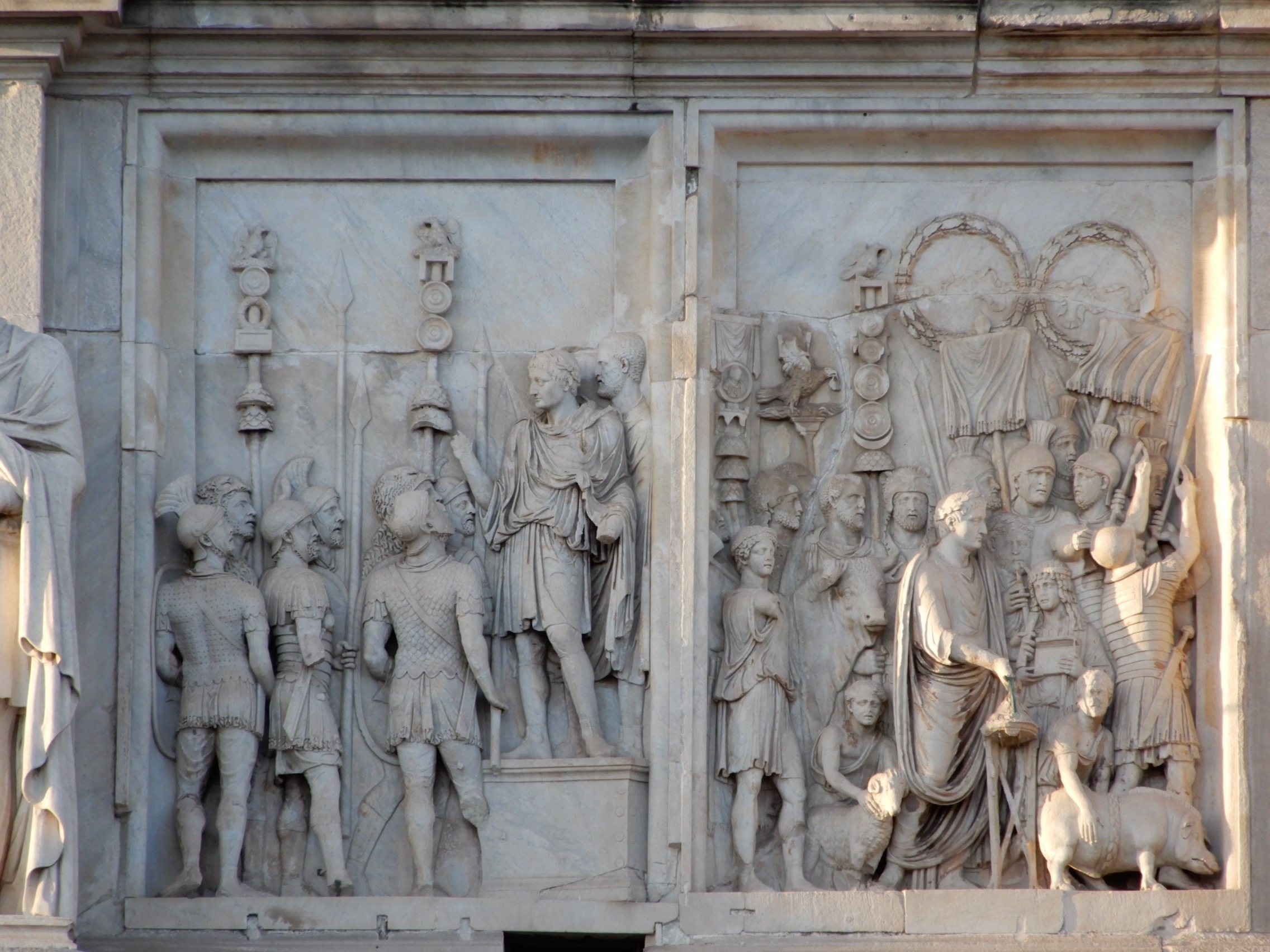
facciata meridionale, Adlocutio, Lustratio

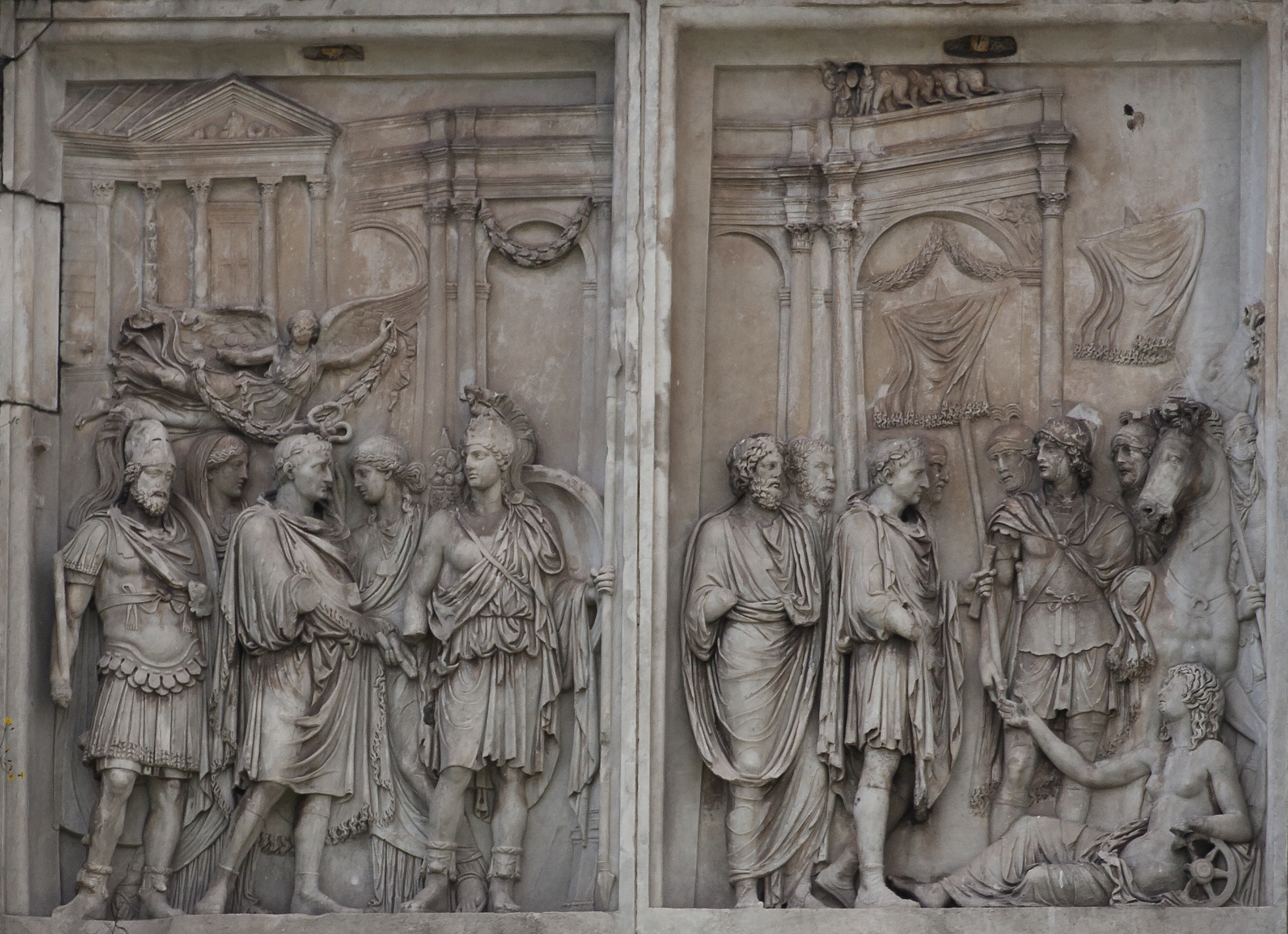
facciata settentrionale, Adventus, Profectio

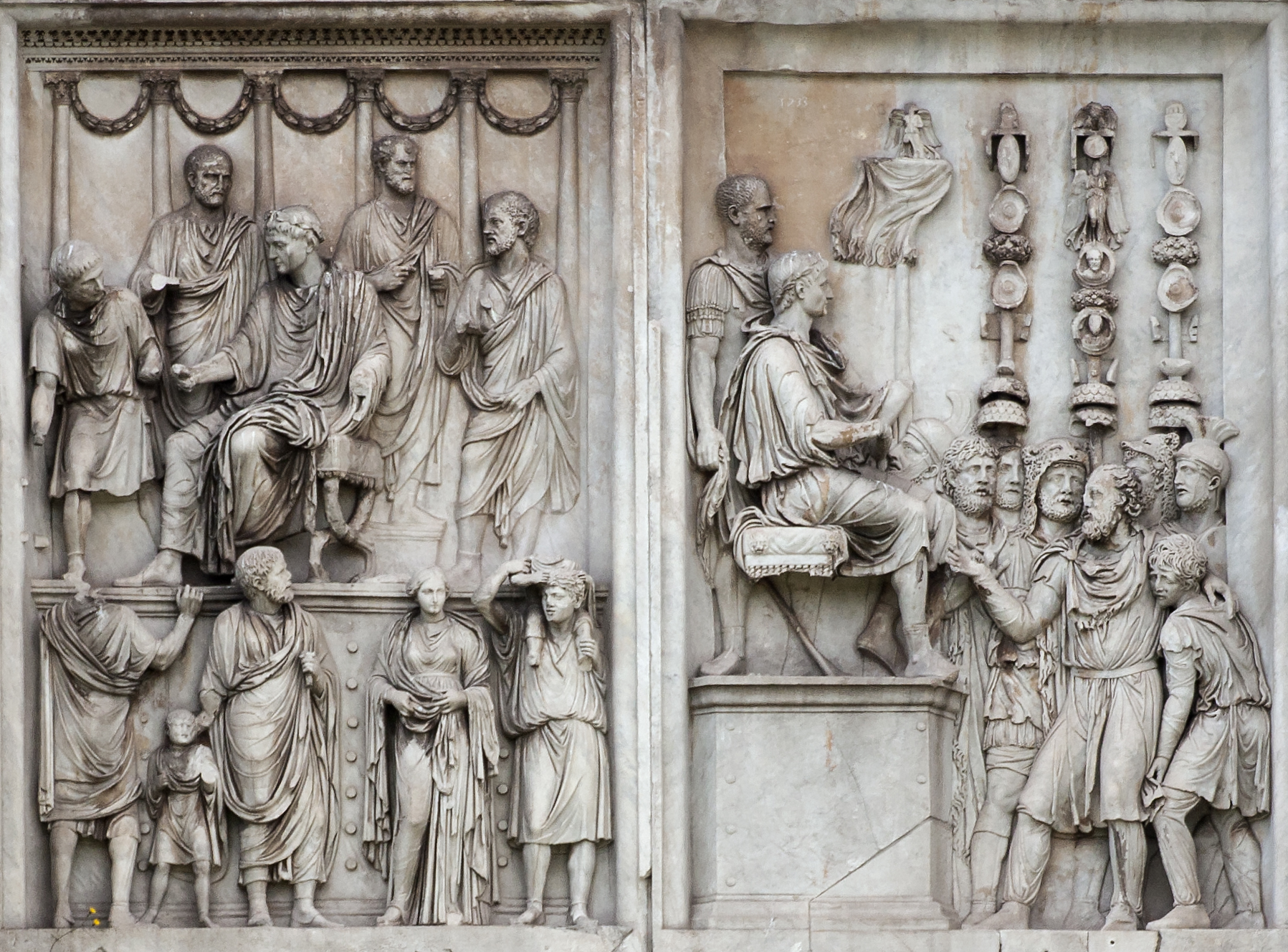
facciata settentrionale, Liberalitas, Clementia

Sull'attico, ai lati dell'iscrizione, sono murati otto rilievi rettangolari (alti più di 3 metri) che raffigurano diversi episodi delle imprese dell'imperatore Marco Aurelio contro i Quadi e i Marcomanni (definitivamente sconfitti nel 175). Le teste dell'imperatore sono state rilavorate anche in questo caso, come ritratti probabilmente di Costantino e Licinio (oggi le teste sono quelle del restauro del XVIII secolo e raffigurano Traiano, in quanto all'epoca i rilievi erano stati attribuiti all'epoca di questo imperatore). Fanno forse parte della serie altri tre rilievi analoghi per dimensioni ma alcune con differenze stilistiche oggi esposti a palazzo dei Conservatori. In ogni caso il medesimo soggetto delle imprese e la presenza fissa, alle spalle dell'imperatore, di un personaggio indicato come il genero e, per un certo periodo, successore in pectore di Marco Aurelio, Tiberio Claudio Pompeiano, fa propendere per un'origine comune dei rilievi.
L'attuale ordine dei rilievi sull'arco è il seguente (sulla base della ricostruzione delle guerre marcomanniche):
- Sulla facciata meridionale, da sinistra a destra:
  - Rex datus (presentazione all'imperatore di un capo barbaro sottomesso): Marco Aurelio, accompagnato da Pompeiano, presenta al gruppo dei barbari il nuovo re tributario a lui sottomesso (Furzio?); Pompeiano è dietro di lui e sullo sfondo si vedono un edificio da accampamento e, dietro ai barbari, aquiliferi con insegne.
  - Captivi (prigionieri condotti all'imperatore): Marco Aurelio e Pompeiano, su un basso tribunal alla presenza di soldati con vessilli, condannano un principe barbaro (dai capelli folti e corvini), che viene spinto verso di loro con le mani legate sulla schiena; sullo sfondo è rappresentato un albero. La cosa curiosa è che i soldati che accompagnano i prigionieri sembrano appartenere, sulla base dei simboli contenuti sugli scudi, alla legio I Adiutrix (di stanza a Brigetio al tempo di Marco Aurelio) o alla legio II Adiutrix (di stanza ad Aquincum). Si tratterebbe, pertanto, di un capo dei Quadi (Ariogeso?), che si trovavano proprio di fronte al tratto di limes danubiano compreso tra le due fortezze legionarie, al tempo delle guerre marcomanniche.
  - Adlocutio (discorso ai soldati): L'imperatore parla ai soldati dal suggesto; dietro di lui c'è Pompeiano.
  - Lustratio (sacrificio al campo): Marco Aurelio, vestendo la toga sacrificale celebra un suovetaurilia su un altare mobile, assistito da un camillo e circondato dai soldati, i signiferi e i tubicini; alle spalle di Marco, tra due aquiliferi, si vede Pompeiano.
- Sulla facciata settentrionale, sempre da sinistra a destra:
  - Adventus (arrivo dell'imperatore a Roma): Marco Aurelio, sulla cui testa vola una Vittoria con un serto, è affiancato da Marte e da Virtus, che lo invitano nella Porta Triumphalis; in secondo piano si vedono le divinità dei templi presso la porta (oggi area sacra di Sant'Omobono): la Mater Matuta e la Fortuna Redux, mentre il tempio sullo sfondo è quello di Fortuna, a sinistra.
  - Profectio (partenza da Roma): l'imperatore è in abito da viaggio e si trova tra il Genius Senatus e il Genius Populi Romani (a sinistra) e un gruppo si soldati con vessilli (a destra); in basso la figura sdraiata è una personificazione di una via che invita l'imperatore; sullo sfondo soi distingue la Porta Triumphalis; oltre il profilo della testa di Marco Aurelio (restaurata) si vede il volto di Pompeiano.
  - Liberalitas (distribuzione di denaro al popolo): l'imperatore in toga siede sulla sella curulis, collocata su un altissimo podio, sul quale sono anche un inserviente che dispensa il materiale del congiarium (a sinistra) e un togato ben caratterizzato fisiognomicamente, forse il prefetto Urbi Lucio Sergio Paulo; alle loro spalle si trovano due figure su un gradino (quella di destra è Pompeiano, l'altro forse Claudio Severo, pure genero di Marco Aurelio e console) e un colonnato di sfondo, forse la basilica Ulpia; in basso si trovano le figure del popolo, compresi alcuni bambini, tra le quali spiccano per originalità compositiva la figura di spalle che guarda in alto e l'uomo col figlio a sedere sulle spalle.
  - Submissio o Clementia (sottomissione di un capo barbaro): L'imperatore, con dietro Pompeiano, è su un alto podio davanti ai soldati e agli aquiliferi con signa, e con un gesto di clemenza assolve un principe barbaro che protegge il figlio giovinetto con un braccio sulla spalla.

I dodici rilievi originari provenivano forse da un arco trionfale dedicato a Marco Aurelio, oggi scomparso. In alternativa, sono stati collegati al complesso celebrativo eretto in onore dell'imperatore dal figlio Commodo nel Campo Marzio, di cui oggi rimane la Colonna Antonina e a cui forse apparteneva anche la celebre statua equestre di Marco Aurelio bronzea, poi collocata al centro di piazza del Campidoglio da Paolo III nel 1538.
L'ordine dei pannelli nel monumento originario era diverso da quello odierno sull'arco, dove i rilievi furono collocati seguendo non tanto un ordine narrativo, quanto la suddivisione delle due facciate per le tematiche di guerra (a sud) e di pace (a nord) e ricercando inoltre effetti di insieme, come ad esempio per l'accostamento degli episodi della partenza (Profectio) e dell'arrivo (Adventus), che presentavano in tal mondo un continuo sfondo di edifici. I pannelli, attribuiti al cosiddetto Maestro delle Imprese di Marco Aurelio, sono tra le opere più significative della svolta nell'arte all'epoca di Commodo: in queste opere lo spazio è concepito per essere compatibile con il punto di vista dell'osservatore e gli elementi del rilievo sono disposti come se tra di essi circolasse veramente l'atmosfera (come nei vessilli che penzolano davanti alle architetture di fondo), secondo una spazialità inesistente nel mondo greco e sperimentata a Roma già nei rilievi dell'Arco di Tito, anche se in maniera meno coerente. L'anonimo artista era padrone della tecnica ellenistica, dal cui solco comunque non si allontanò, piegandola però a nuovi valori formali tipicamente romani. Nei suoi rilievi è presente anche la pietà e il coinvolgimento per la condizione dei vinti (come nella Colonna Traiana): esemplare è il gruppo del rilievo VII dove si vede un capo barbaro supplice e infermo, sorretto da un giovinetto.
Le scene sono di tipo onorario, non trionfale, in quanto il Senato non stabilì il trionfo per l'imperatore al ritorno delle campagne del 171-172; dall'analisi delle scene trattate i rilievi sono databili al 173 e si spingono a descrivere eventi futuri, immaginati dai senatori, come la scena della Liberitas, che di fatto non ebbe luogo.
Sono di restauro nei rilievi le otto teste dell'imperatore (Costantino), e altre teste mancanti dei personaggi, eseguite nel 1742 dallo scultore Pietro Bracci.

### Tondi costantiniani
Sui lati corti dell'arco il ciclo è completato da due tondi del ciclo solare e lunare, molto evidenti e appositamente scolpiti per l'arco all'epoca di Costantino, che visivamente un tempo doveva fronteggiare la statua del Colosso di Nerone raffigurato in veste del dio Sole; sul lato est il Sole-Apollo sulla quadriga tirata da quattro cavalli, sorge dal mare Oceano personificato; Apollo/Sole regge un globo con una mano e nell'altra doveva avere uno scettro (perduto); il dio è preceduto da un genio con una torcia volta verso l'alto, simbolo dell'aurora e della luce che si diffonde. 
Sul lato ovest la Luna-Diana guida invece verso il basso una biga, riccamente decorata con spirali vegetali e floreali, guidata da due cavalli, che si immerge nello stesso Oceano personificato, anch'essa preceduta dal genio velato del tramonto, che in maniera simmetrica doveva avere in una mano (perduta) una torcia volta verso il basso: i due rilievi inquadrano la vittoria dell'imperatore in una dimensione cosmica. 
I due geni con le torce che precedono gli dei celesti, sono un prestito iconografico dal culto persiano del dio solare Mitra, che aveva come compagni Cautes e Cautopates, personificazioni dell'aurora e del tramonto, raffigurati con le torce invertite, simbolo del sole nascente e morente.

### Fregio costantiniano

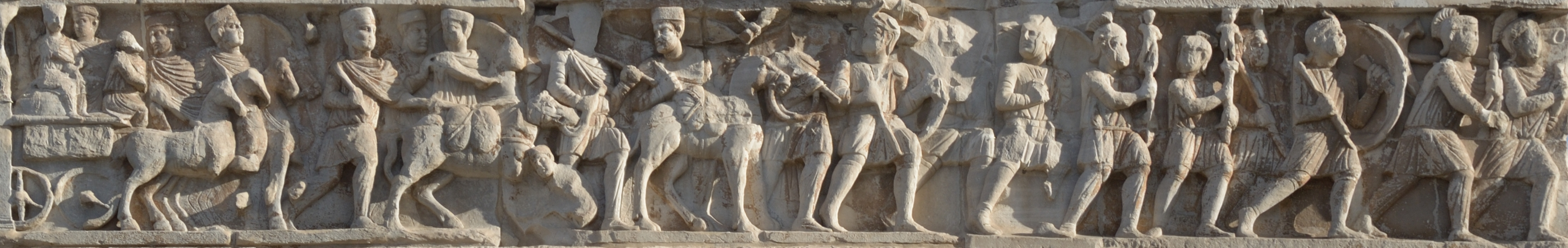
Fregio costantiniano "Profectio"

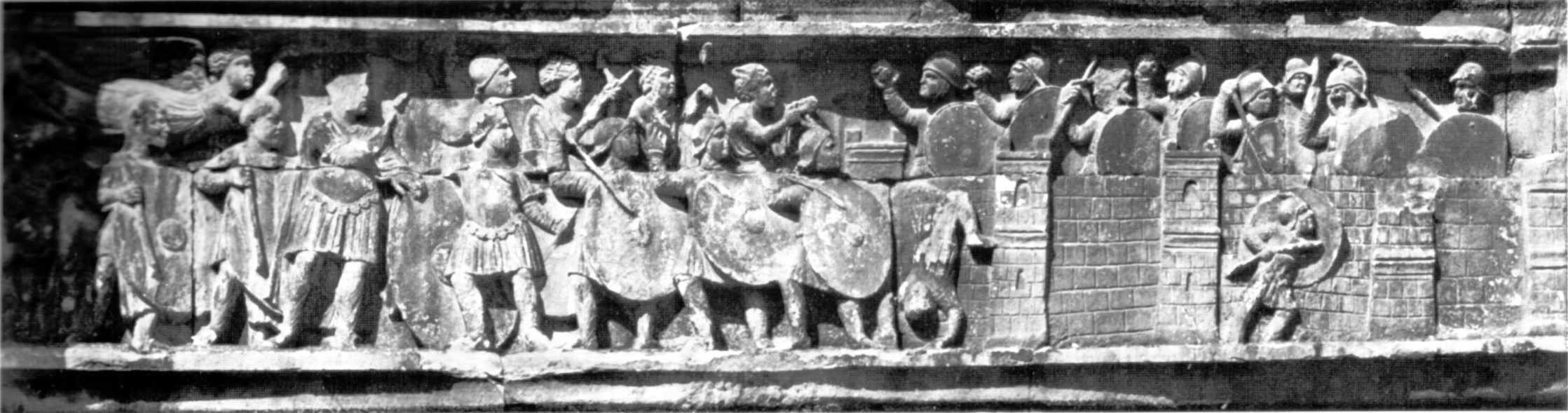
Fregio costantiniano "Obsidio"

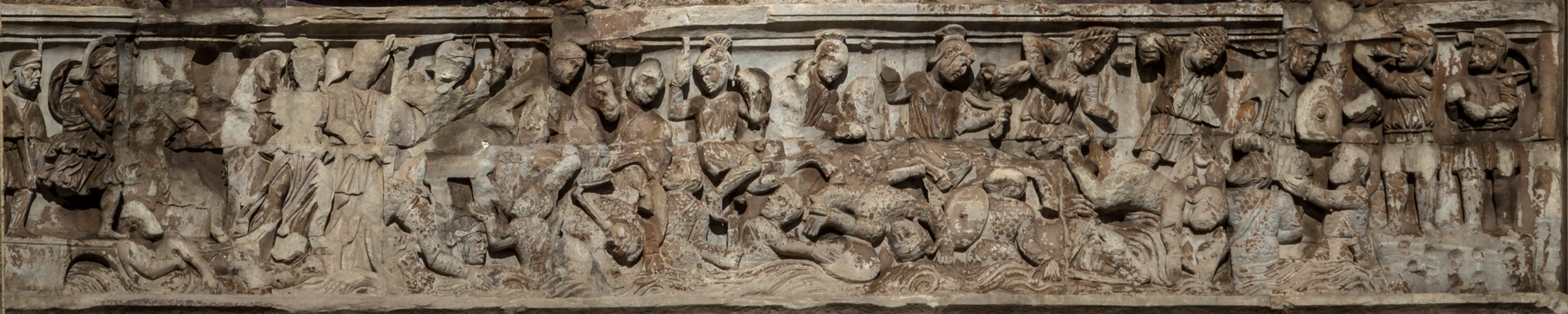
Fregio costantiniano "Proelium"

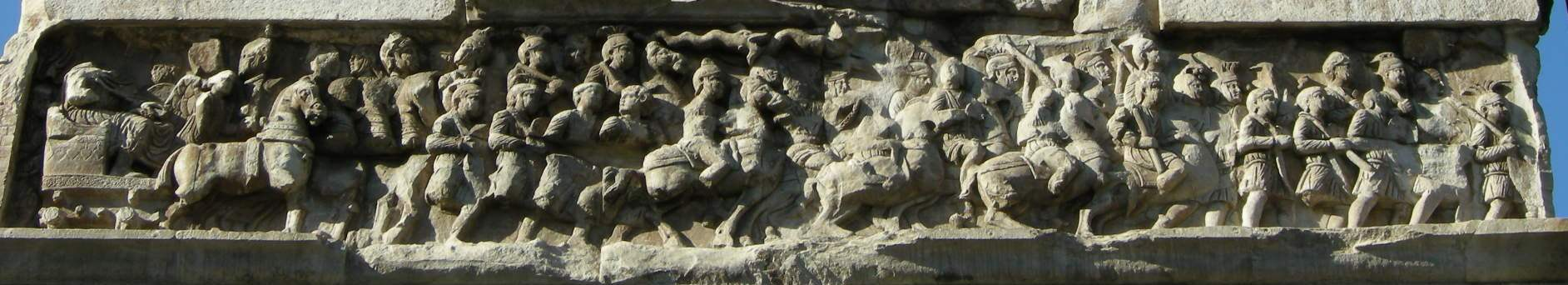
Fregio costantiniano "Ingressus"

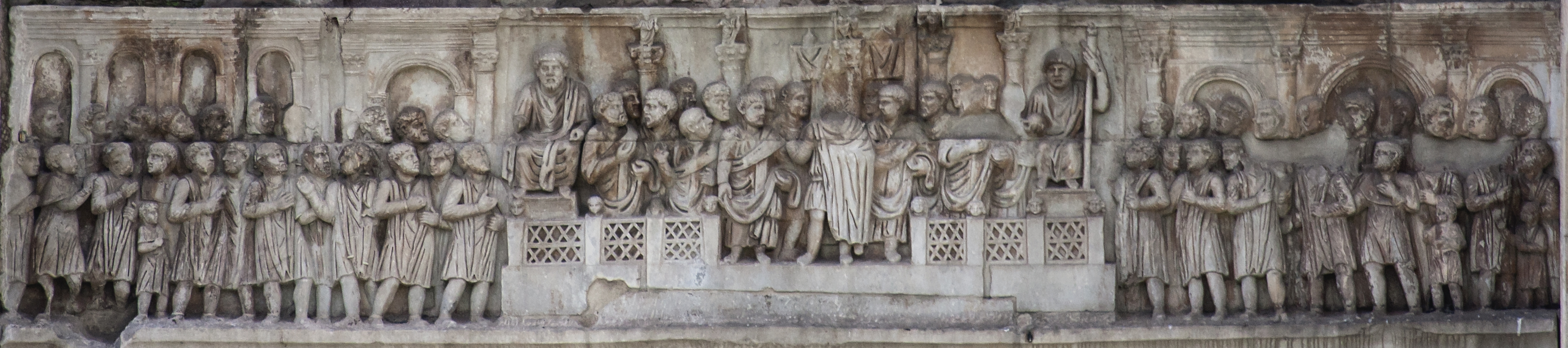
Fregio costantiniano "Oratio"

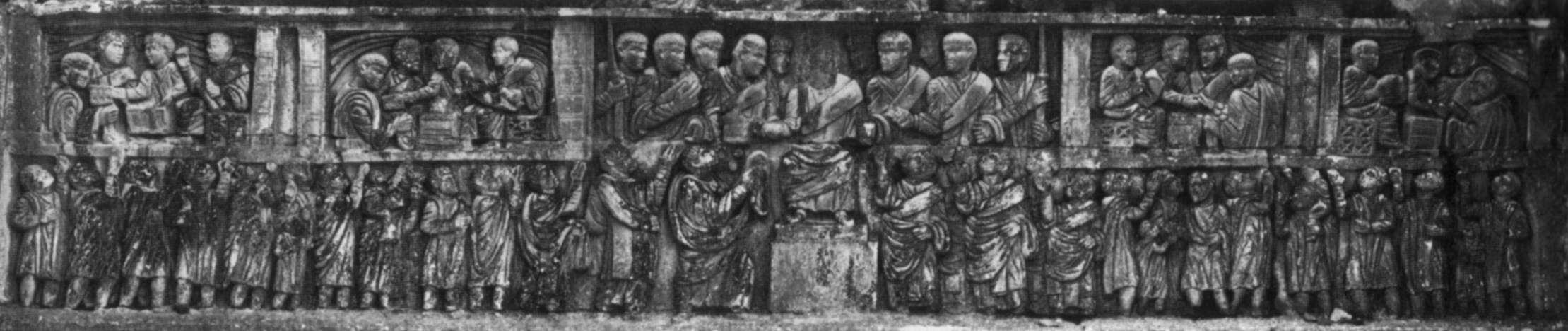
Fregio costantiniano "Liberalitas"

Al di sopra dei fornici laterali e sotto i tondi adrianei, un fregio continuo (alto poco meno di 1 m) che prosegue anche sui lati corti del monumento con il raccordo di elementi angolari, fu scolpito all'epoca di Costantino direttamente sui blocchi che compongono la muratura, leggermente sporgenti. L'opera è una delle più significative dell'arte costantiniana perché mostra con estrema chiarezza una serie di elementi di rottura rispetto alla tradizione classica antecedente.
Il racconto, che riguarda gli episodi della guerra contro Massenzio e la celebrazione della vittoria di Costantino a Roma, inizia sul lato corto occidentale e prosegue girando intorno all'arco in senso antiorario per terminare all'angolo nordoccidentale:
- Partenza da Milano ("Profectio"), sul lato occidentale, al di sotto del tondo con Luna-Diana: Costantino è seduto su un carro con cathedra tirato da una quadriga di cavalli ed è preceduto dalle truppe a piedi e a cavallo (nelle quali si riconoscono dall'equipaggiamento i legionari regolari e gli ausiliares, con l'elmo cornuto e coi dromedarii); guidano il corteo i suonatori di buccina, seguono alcuni soldati che recano in mano statuette di Sol Invictus e di Victoria
- Assedio di Verona ("Obsidio"), sul lato meridionale: Costantino si vede sulla sinistra tra due protectores divini lateris, mentre una Vittoria volante lo incorona; al centro figura il gruppo dei soldati assedianti (legionari, cornuti e arcieri mauri); a sinistra le mura della città (rimpicciolite) oltre le quali sporgono gli assediati, composti da truppe pretoriane (alcuni sono pronti a lanciare pietre contro gli assalitori); un soldato di Costantino si aggira sotto le mura visto dai nemici e un altro soldato sta precipitando a capofitto dalle fortificazioni.
- Battaglia di Ponte Milvio ("Proelium"), sul lato meridionale: all'estrema sinistra si vede il ponte Milvio con una personificazione del Tevere che si affaccia mentre i soldati di Costantino passano tra la Virtus e la Vittoria; seguono il massacro e l'annegamento dei pretoriani di Massenzio da parte della cavalleria costantiniana; a destra gli arcieri mauri bersagliano i soldati nel fiume, all'estrema destra i trombettieri dell'esercito vincitore richiamano le truppe.
- Arrivo a Roma ("Ingressus"), sul lato orientale: la scena, che fa pendant con la partenza sul lato opposto dell'arco, mostra l'ingresso dell'imperatore nell'Urbe (avvenuto il 29 ottobre 312); l'imperatore sul carro si trova alla sinistra e incede verso la porta della città preceduto dai cavalieri con berretto pannonico, fanti con le armi o con le insegne e dai cornicines, ovvero le truppe palatine, legionarie, cornuti ed arcieri mauri.
- Discorso dai "rostra" nel Foro Romano ("Oratio"), sul lato settentrionale: la scena ha luogo nel Foro Romano e sullo sfondo sono probabilmente riconoscibili la basilica Iulia, l'arco di Tiberio, i Rostri col palco imperiale, il monumento del decennale dei Tetrarchi e l'Arco di Settimio Severo; l'imperatore (mutile della parte superiore) si trova assiso al centro, in posizione rigidamente frontale e ingrandito gerarchicamente; la folla e i lati del foro sono composti in prospettiva ribaltata; ai lati del palco si trovano le statue di Adriano, a destra, e Marco Aurelio, a sinistra.
- Distribuzione di denaro al popolo (Congiarium o Liberalitas), sul lato settentrionale: l'episodio avvenne il 1º gennaio 313 e nel rappresentarlo vennero usati addirittura cinque moduli di proporzione gerarchica: 1) L'imperatore è seduto al centro sul trono, in rigida posizione frontale, e sovrasta 2) i personaggi del seguito sulla stessa loggia, a loro volta più grandi dei 3) funzionari nella loggia; poi si osservano dei 4) personaggi in toga contabulata in basso vicino all'imperatore (supplici o che prendono con le mani velate il donativo dalle mani dell'imperatore); 5) nella fascia inferiore è rappresentata la massa anonima dei beneficianti; questi ultimi sono colti con la mano alzata per ricevere e sono rappresentati con una prospettiva ribaltata che rigira le figure che dovrebbero stare di dorso. Nelle logge sopraelevate con aulea (forse la porticus Minucia o il Foro di Cesare) si vedono i funzionari che registrano le elargizioni e che prelevano il denaro dai forzieri.

Il fregio costantiniano, da leggere secondo una narrazione continua, marcata dalla successione dei singoli episodi, prosegue in questo senso la tradizione romana del rilievo storico, e tuttavia se ne distacca nettamente dal punto di vista stilistico, segnando l'abbandono del naturalismo di origine ellenistica a favore di un più marcato carattere simbolico. Le figure sono più tozze, con le teste leggermente sproporzionate rispetto ai corpi. Le scene sono di massa, affollate di personaggi e denotano una perdita di interesse verso la figura individuale isolata tipica della visione artistica greca. In crescita rispetto alla tradizione precedente è il ricorso al trapano, che crea scavature più profonde, quindi ombre più scure in netto contrasto con le zone illuminate. Privilegiando la linea di contorno rispetto ad una reale consistenza volumetrica, e i volti con gli occhi grandi e sbarrati sono segnati da un marcato espressionismo.
Nella scena dell'Oratio l'imperatore si erge seduto al centro in posizione rialzata sulla tribuna, l'unico in posizione frontale (a parte le due statue dei suoi predecessori), acquistando una valenza sacrale, come di una divinità che si mostri ai fedeli isolata nella sua dimensione trascendente e sacrale, sottolineata anche dalle dimensioni leggermente maggiori della sua figura. Si tratta infatti di uno dei primissimi casi a Roma di proporzioni tra le figure organizzate secondo gerarchia (una caratteristica tipica della successiva arte paleocristiana e medievale): la grandezza delle figure non dipende più dalla loro posizione nello spazio, ma dalla loro importanza.

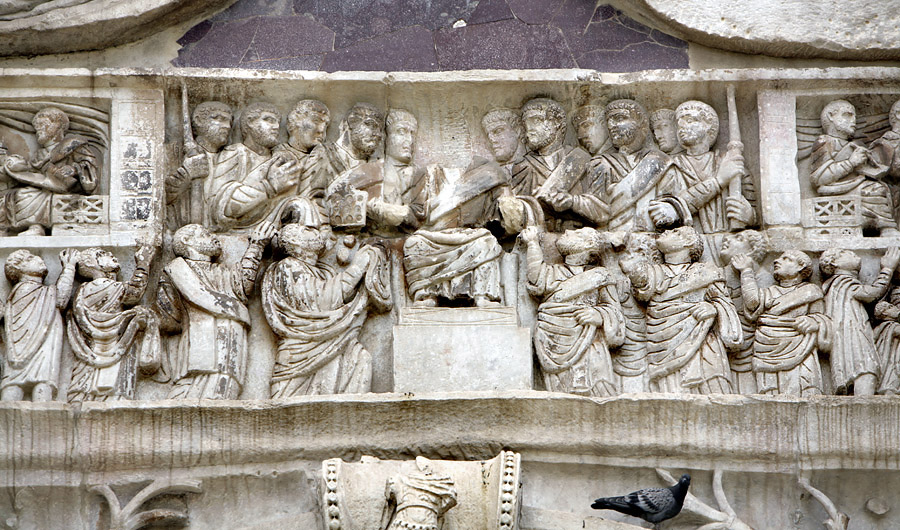
Il fregio costantiniano sul lato settentrionale (Liberalitas).

Un altro elemento interessante è la perdita dei rapporti spaziali: lo sfondo del rilievo mostra i monumenti del foro romano visibili all'epoca, ma la loro collocazione non è realistica rispetto al sito sul quale si svolge la scena (i rostra), anzi sono collocati allineati e paralleli alla superficie del rilievo. Ancora più inconsueta è rappresentazione in "prospettiva ribaltata" dei due gruppi laterali di popolani, che dovrebbero stare teoricamente davanti alla tribuna ed invece sono ruotati e schiacciati ai due lati.
Sono tutte, queste, caratteristiche dell'arte tardoantica, che anticipa le realizzazioni dell'arte medioevale e a sua volta era in parte stata anticipata dalla corrente artistica "plebea" e "provinciale" che si intreccia con l'arte ufficiale lungo tutta l'evoluzione dell'arte romana: in questo periodo storico questa forma di arte giunge a Roma, perché la stessa classe dirigente (proprietari terrieri, ricchi mercanti ed ufficiali), compresi gli stessi imperatori proviene dalle province.
L'allontanamento dalle ricerche naturalistiche dell'arte greca portava d'altro canto una lettura più immediata ed una più facile interpretazione delle immagini. Per lungo tempo questo tipo di produzione artistica venne vista come chiaro esempio di decadenza, anche se oggi studi più ad ampio raggio hanno dimostrato come queste tendenze non fossero delle novità, ma fossero invece già presenti da secoli nei territori delle province e che il loro emergere nell'arte ufficiale fu il rovescio di un processo di irradiazione artistica dal centro verso la periferia con l'inevitabile ritorno anche in senso opposto delle tendenze dalle periferie al centro (verificatorsi anche in altre epoche storiche).

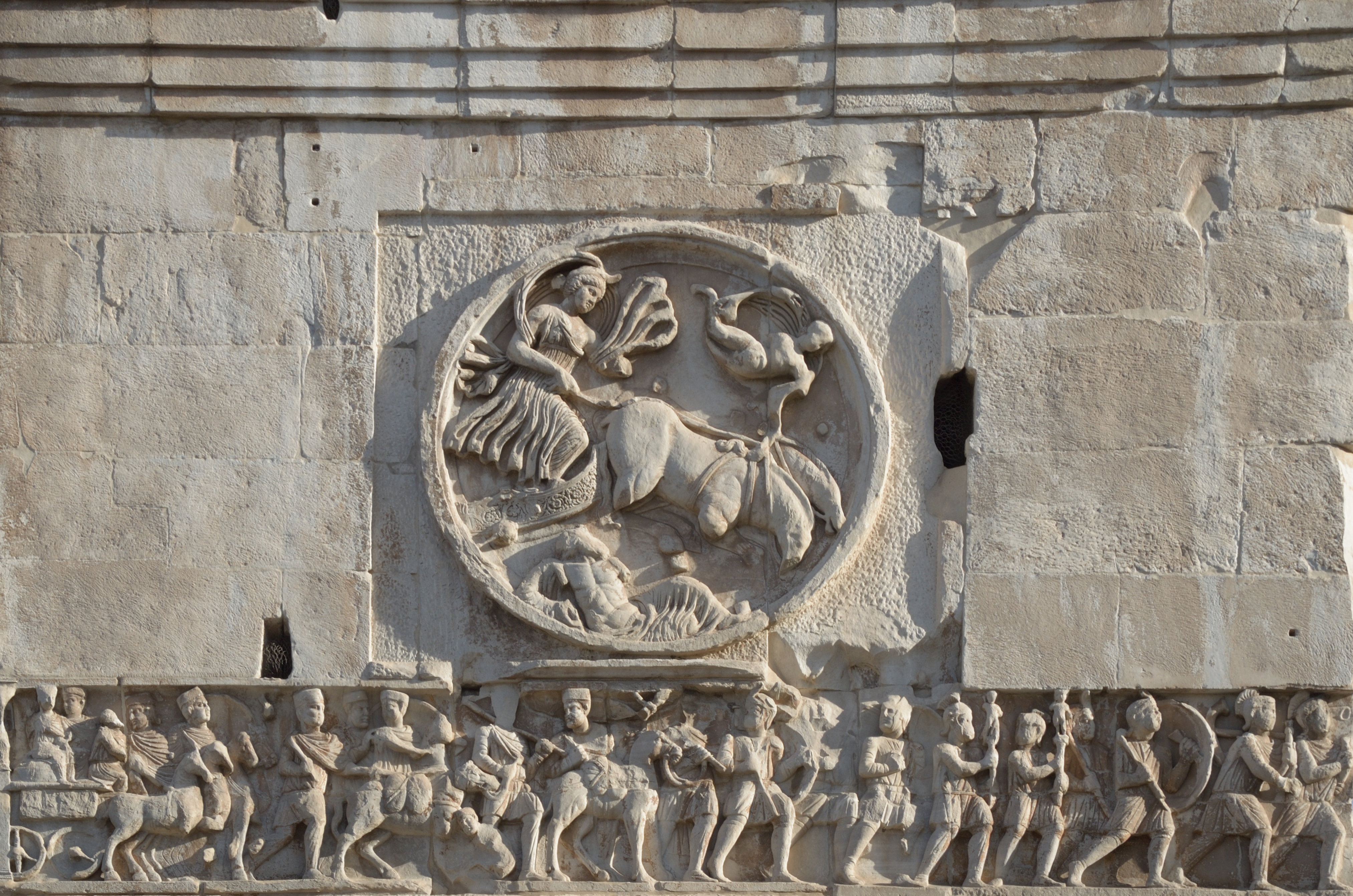
Tondo costantiniano e prima scena del fregio Profectio
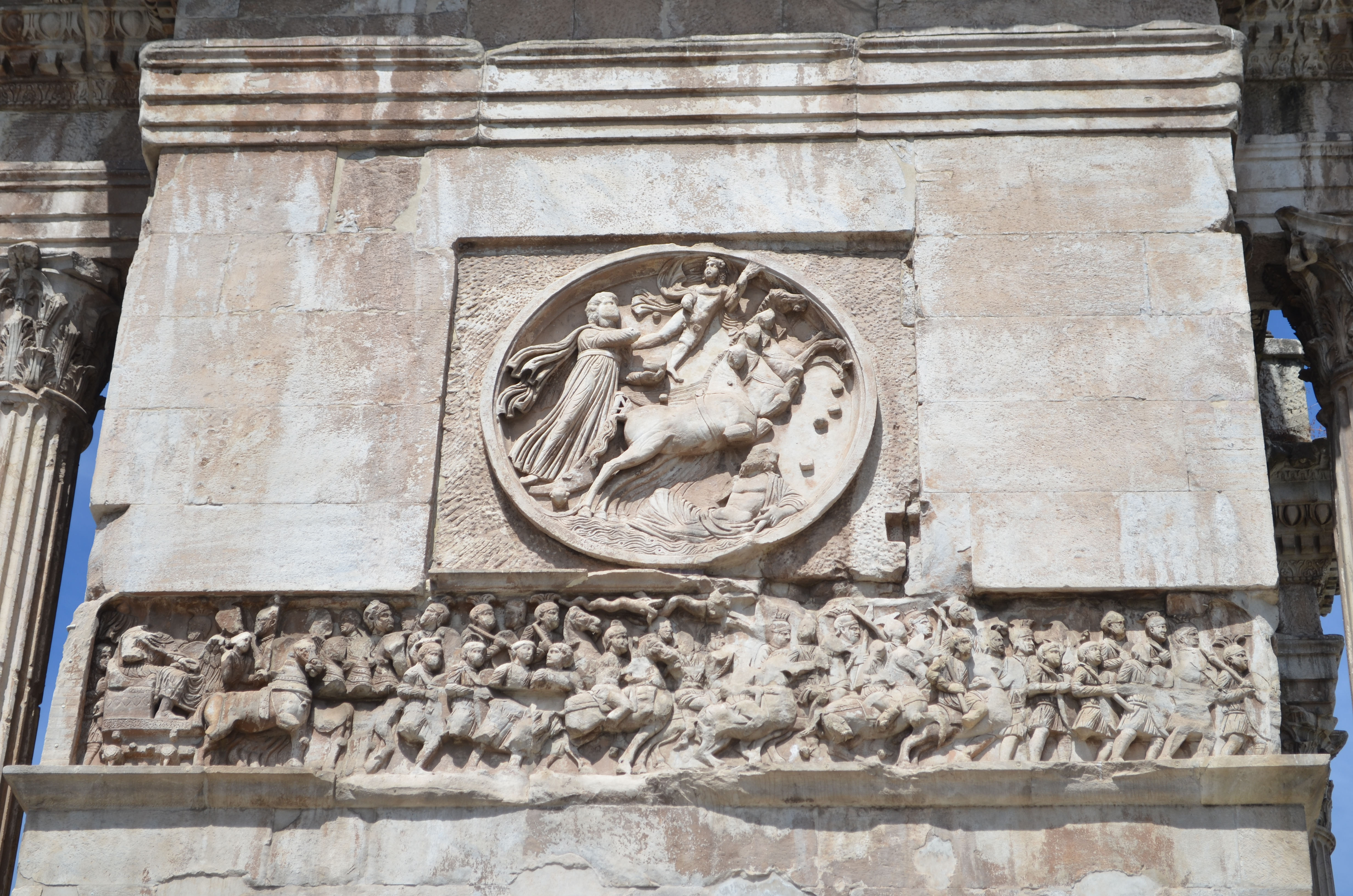
Tondo costantiniano e ultima scena del fregio Ingressus

### Altri rilievi costantiniani

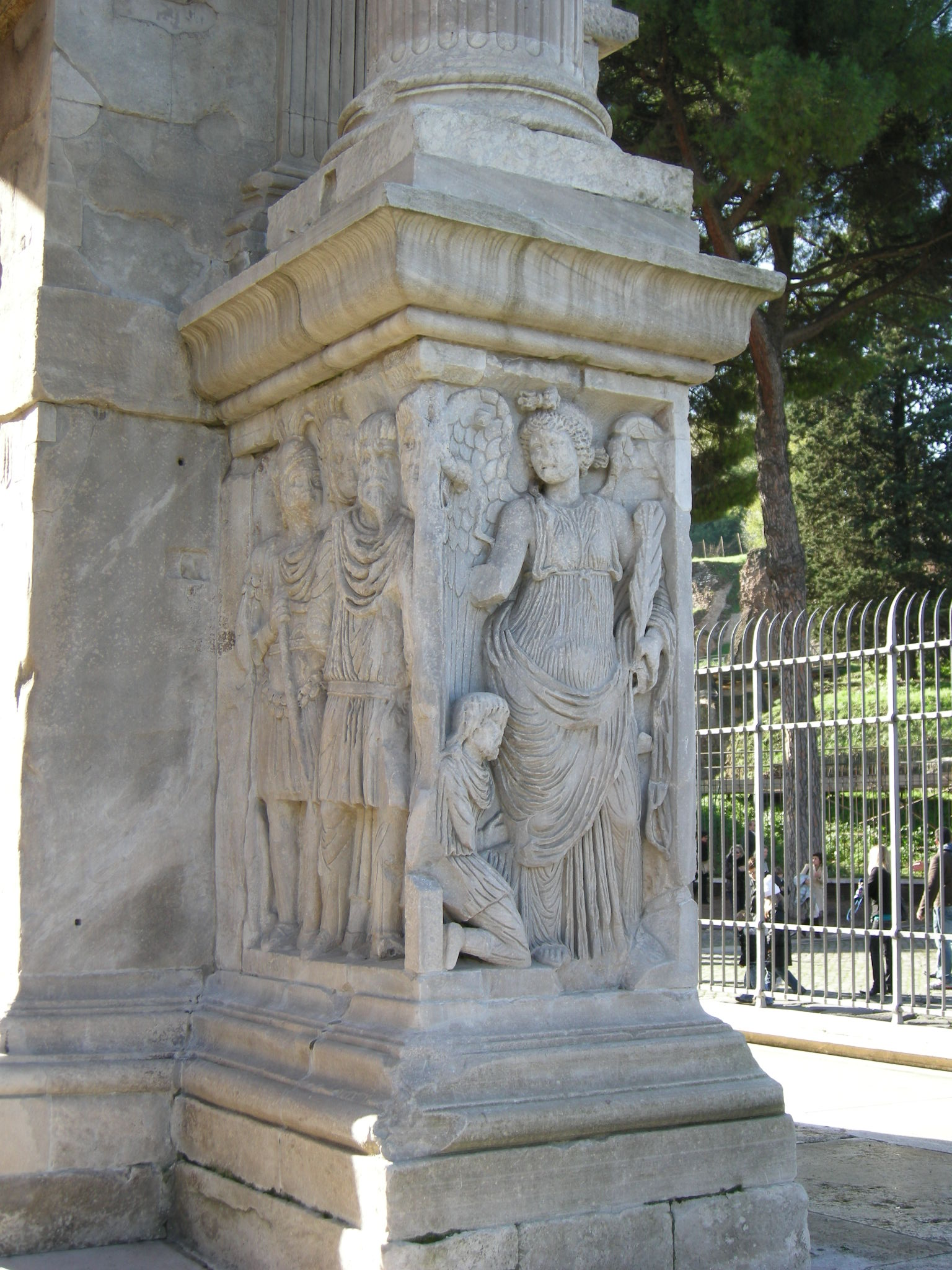
Arco di Costantino, rilievo su un plinto con Vittoria e un prigioniero barbaro nordico

Altre decorazioni scultoree eseguite in epoca costantiniana sono:
- i rilievi sui plinti delle colonne, accoppiati simmetricamente e raffiguranti:
  - sul fronte Vittorie (che scrivono su scudi o reggono rami di palma) e trofei con barbari orientali e nordici prigionieri;
  - sui lati dei fornici laterali Prigionieri nordici e orientali da soli o con soldati romani
  - sui lati del fornice centrale Soldati coi "signa" o Sol Invictus e Victoria
- gli otto busti su lastre inseriti nella muratura dei passaggi laterali (non tutti conservati), con ritratti imperiali e figure di divinità;
- le Vittorie alate con trofei e i Geni delle Stagioni nei pennacchi (spazi triangolari di risulta) del fornice centrale
- le personificazioni di fiumi nei pennacchi dei fornici laterali;
- le sculture delle chiavi d'arco con raffigurazioni di divinità: sui fornici laterali Marte, Mercurio, Genius populi Romani; sul fornice centrale Roma e Quies Rei Publicae.

Le figure allegoriche costantiniane sono nello stile classicista del recupero della tradizione figurativa voluto da Costantino, ma il loro contenuto è svuotato, la forma denota ormai stanchezza (come era accaduto nella base dei Decennalia di Diocleziano), il volume è appiattivo e la resa scivola facilmente nel disegnativo e calligrafico (si vedano ad esempio i panneggi delle Vittorie). Rispetto al fregio storico, animato dalla viva stereometria dell'epoca tetrarchica, si nota uno stile diverso, anche se nel complesso tutti i rilievi costantiniani sembrano usciti dalla stessa officina urbana, dalla quale dovettero anche uscire le maestranze impegnate nella decorazione della basilica di Massenzio, di alcuni sarcofagi pagani e cristiani (come il Sarcofago dogmatico), per tutto il primo trentennio del IV secolo.